# トーマス・ジェファーソン
トーマス・ジェファソン（トマス・ジェファソン、英: Thomas Jefferson、1743年4月2日〈ユリウス暦〉/4月13日〈グレゴリオ暦〉 - 1826年7月4日）は、アメリカ合衆国の政治家。第3代アメリカ合衆国大統領（1801年 - 1809年）で、「アメリカ独立宣言」の起草者のひとりである。
妻のマーサ・ジェファーソンは夫が大統領に就任する前に33歳で亡くなっており、代理として娘のマーサ・ワシントン・ジェファーソンがファーストレディを務めた。

## 概要
アメリカ独立宣言（1776年）の主要な執筆者であり、アメリカ合衆国の共和制の理想を追求したことで最も影響力のあったアメリカ合衆国建国の父の一人とされている。共和制を推進し、イギリスの帝国主義に対抗する偉大な「自由の帝国」の陰にある力としてアメリカの姿を描いた。首都ワシントンD.C.で就任演説を行った最初の大統領である。
大統領就任中にはルイジアナ買収（1803年）やルイス・クラーク探検隊（1804年 - 1806年）を進め、在任中はイギリスのような強国との戦争を回避した。
政治哲学者として啓蒙時代の人物であり、イギリスやフランスの多くの知識人と知り合いだった。共和制の美徳の体現者としてヨーマン（独立自営農民）を理想化し、都市や金融家を信用せず、州の権限や厳しく制限された連邦政府に賛成した。ジェファーソンは政教分離原則を支持し、バージニア信教の自由法（1779年、1786年）を起草した。ジェファーソン流民主主義の名祖であり、25年間アメリカ政界を牛耳った民主共和党の創設者かつ指導者だった。戦時のバージニアで知事（1779年-1781年）を務め、初代国務長官（1789年-1793年）および第2代アメリカ合衆国副大統領（1797年-1801年）も歴任した。
博学者であるジェファーソンは数ある得意分野の中でも園芸学者、政治指導者、建築家、考古学者、古生物学者、発明家およびバージニア大学の創設者として傑出していた。ジョン・F・ケネディは1962年にホワイトハウスへ49人のノーベル賞受賞者を招いた席で「私はこの今日お集まりいただいた皆様が、ホワイトハウスにかつて集められた最も秀逸な才能と知識の集大成だと思います. . . トーマス・ジェファーソンがここで一人で食事をした時を除いては」と挨拶した。 2013年現在、2期を完全に務めたアメリカ合衆国大統領の中で、議会の法案に対し一回も拒否権を発動しなかった唯一の人物である。学者達によるアメリカ合衆国大統領の評価でも常に偉大な者の一人とされてきた。

## 生涯

### 生い立ちと教育
ジェファソンは1743年4月2日に、ピーター・ジェファーソン（1708年3月29日 - 1757年8月17日）およびジェーン・ランドルフ（1720年2月20日 - 1776年3月31日）の息子としてバージニア植民地に生まれた。両親は共にバージニア入植者の古い家系の出であり、バージニア植民地でも最も著名な人々と密接に関わりのある家庭だった。10人兄弟の3番目であり、兄弟のうち2人は夭折した。母は、船長であり農園主を兼ねていたアイシャム・ランドルフの娘であり、ペイトン・ランドルフの従姉妹かつ富裕なイギリス系ジェントリの孫娘だった。父はアルベマール郡（シャドウェル、当時はエッジヒル）で農園主と測量士をしていたウェールズ人の子孫だった。父の古くからの友人であるウィリアム・ランドルフ大佐が1745年に死んだ時、父は遺言執行人となり、タッカホーにあったランドルフの地所と遺児のトマス・マン・ランドルフ・ジュニアの面倒を見た。この年ジェファーソン家はタッカホーに移転し、そこで7年間過ごした後にアルベマールの自宅に戻った。父はその後当時の重要な地位である郡の大佐の位に指名された。

#### 教育
1752年、ジェファソンはスコットランド人の牧師ウィリアム・ダグラスが経営する地元の学校に通い始めた。9歳のとき、ラテン語、古代ギリシア語およびフランス語を学び始めた。1757年、14歳の時に父が死んだ。ジェファソンは約5,000エーカー (20 km2) の領地と数十人の奴隷を相続した。ジェファソンはそこに家を建て、それが後にモンティチェロと呼ばれるようになった。
父の死後、1758年から1760年まで学識のある牧師ジェイムズ・モーリーの学校で学んだ。この学校はフレデリックスビル郡のゴードンズビル近くにあり、シャドウェルからは12マイル (19 km) 離れていたので、ジェファーソンアモーリーズ家に下宿した。ここでは古典教育を受け、歴史や科学を学んだ。
1760年、16歳の時にウィリアムズバーグにある、名門ウィリアム・アンド・メアリー大学に入学し、大学教育を2年間受け、1762年に優等賞を受けて卒業した。ウィリアム・アンド・メアリー大学では哲学科に入り、ウィリアム・スモール教授の下で数学、形而上学および哲学を学んだ。スモールは勉強熱心なジェファソンにジョン・ロック、フランシス・ベーコンおよびアイザック・ニュートンなどイギリス経験主義者の著作を紹介した。ジェファソンは彼らのことを「世界が生んだ中でも最も偉大な3人」と呼んだ。ジェファソンはフランス語を極め、何処に行くにもギリシャ語の文法本を持ち歩き、ヴァイオリンを嗜み、タキトゥスやホメーロスの本を読んだ。感受性があり勤勉な学生であったジェファソンは、これら全ての分野および家風に貪欲な好奇心を示し、1日に15時間勉強することも多かった。親しい学友であるローズウェルのジョン・ページはジェファソンについて「一番の親友と別れてでも勉強のところに飛んで行ける」と述べている。
ジェファソンは大学時代にフラット・ハット・クラブ協会という秘密結社の会員になった。今日クリストファー卿のレン・ビルと呼ばれる大学の建物に寄宿し、大広間で共通の食事を摂り、レン礼拝堂で朝と夕の礼拝に参加した。バージニア総督フランシス・フォーキエの贅沢なパーティに出席することも多く、そこでヴァイオリンを演奏し、ワインをたしなむことを覚えた。卒業後はジョージ・ワイスと共に法律を勉強し、1767年にバージニア法廷弁護士として認められた。

#### 大学卒業後
1765年10月1日、ジェファソンの長姉ジェーンが25歳で死んだ。既に数年前に姉妹のメアリーがトマス・ボーリングに嫁ぎ、この年7月初頭にはマーサがダブニー・カーと結婚していた。姉妹達がいなくなった寂しさに姉の死は追い打ちをかけ、深い喪失感に陥ることとなった。結婚した姉妹はどちらも夫の家に移っており、家庭には下の妹たちであるエリザベスとルーシーや2人の幼児がいるだけになった。エリザベスとルーシーは姉達のような知的刺激を与えてはくれなかったので、彼女達が居ても心の慰めにはならなかった。
ジェファソンはバージニア植民地で弁護士として多くの事件を扱うことにし、1768年から1773年の間は一般裁判所だけで毎年100件以上の訴訟を扱う一方で数百の事例の相談に乗った。ジェファソンの顧客リストには母の家系であるランドルフ家などバージニアの特権階級の家族員が含まれていた。特に黒人の弁護活動に熱心であった。

### モンティチェロ

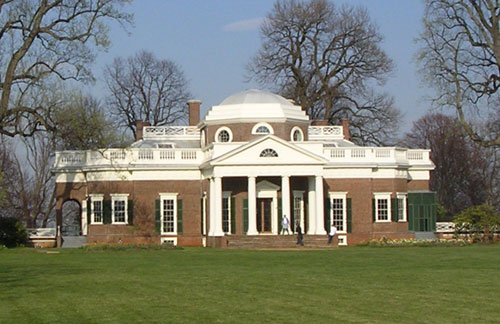
モンティチェロ

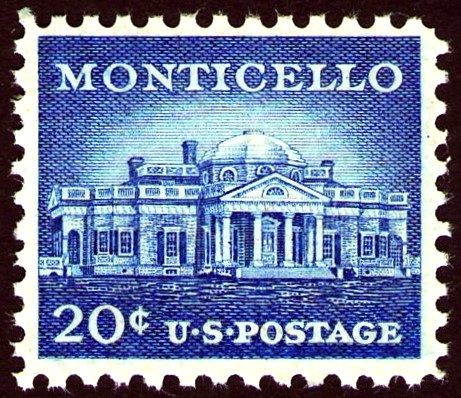
1956年の20セント切手に描かれたモンティチェロ

1768年、ジェファソンは新古典様式の邸宅モンティチェロの建設を始めた。ジェファソンは子供時代からシャドウェルの敷地内に美しい山頂のような家を建てたいと思っていた。モンティチェロのために大きな借金をしてふんだんに金を使い、華麗な建築家のアンドレーア・パッラーディオや古典形式を研究したことに基づいて新古典様式の環境を創り出した。
モンティチェロはジェファソンの奴隷プランテーションでもあった。70年間を通じて600人以上の奴隷を所有した。モンティチェロ・プランテーションにいる奴隷の多くは互いの間で結婚し子供達をもうけた。ジェファソンは煙突あるいは私室の掃除のような難しい仕事をさせるために重要な地位にある信用できる奴隷数人だけに給与を払った。直接労働の日に言及したものは無いが、ジェファソンの奴隷は恐らく夜明けから日暮れまで季節によって長い短いはあっても一日中働いたであろう。断片的な記録では、モンティチェロの奴隷宿舎ではキリスト教とアフリカ人の伝統を取り入れて豊かな精神生活があったことを示している。ジェファソンが奴隷達に文法の教育を指示したという記録は無いが、モンティチェロの幾人かの奴隷は読み書きができた。

### 政歴（1774年から1800年）

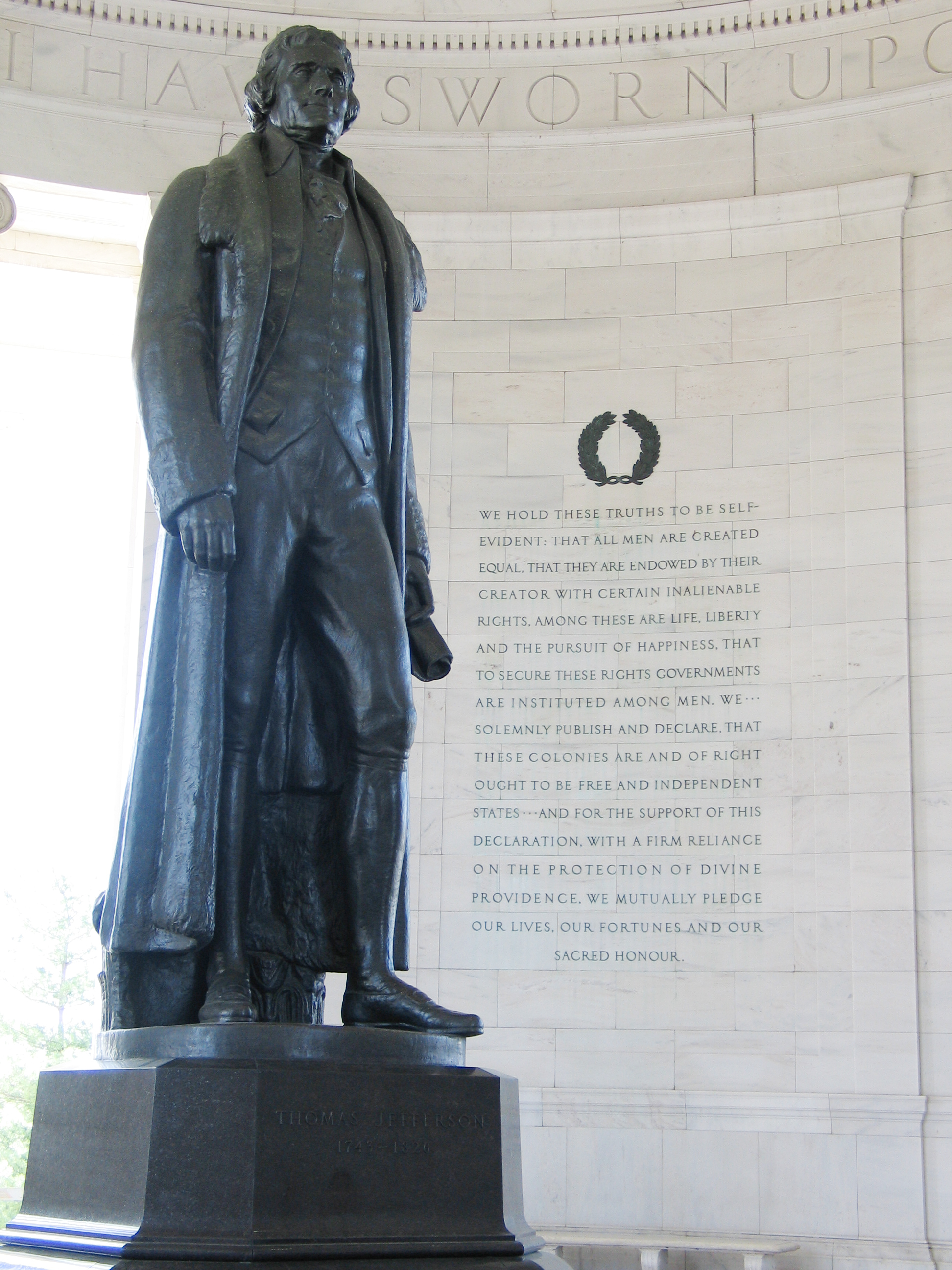
ルドルフ・エバンス制作になるジェファソンの彫像、右には独立宣言の抜粋がある

#### 独立に向かうころ
ジェファソンは法律実務を行う傍ら、1769年からアルベマール郡選出のバージニア植民地議会議員となった。1774年にイギリスの議会で耐え難き諸法が成立した後、それに反対する決議文を書き、それが拡大されて初めての出版物となる『イギリス領アメリカの権利に関する要約』に結実した。耐え難き諸法に対する当初の批判はそれが合法かつ合憲かということが焦点だったが、ジェファソンは植民地人は自分達を治める自然の権利があるという急進的な考えを提案した。またイギリスの議会はイギリスでのみの議会であり、植民地において立法する権限は無いとも主張した。ジョージア3世については、「王は人民の召使であり、主人ではない」と明言した。
この文書は第一次大陸会議に向かうバージニア代表団のための指示書として意図されたものだったが、ジェファソンの考え方はあまりに急進的でその代表団には合わないことが分かった。ジェファソンは実際には革命を提唱するまでには至っておらず、植民地を「英領アメリカ」と呼んでいるが、それでも、この小冊子がアメリカ独立の理論的枠組みを作ることに貢献し、ジェファソンは最も思慮深い愛国的代弁者として注目された。

#### 独立宣言の起草
アメリカ独立戦争が始まった直後の1775年6月、ジェファソンは第二次大陸会議のヴァージニア代議員の一人になった。出席した代表中2番目の若さだったにもかかわらず、大陸会議は彼に、イギリス首相フレデリック・ノース卿からの和解の提案に対する拒否など、いくつかの重要文書の起草を委任した。
大陸会議が1776年6月にリチャード・ヘンリー・リーの独立決議案を審議し始めたとき、ジェファソンは決議案に伴う宣言を準備するための五人委員会委員に指名された。ジョン・アダムズ、ベンジャミン・フランクリンを含むこの委員会は、ジェファソンを、筆が立つとの評判があったために初稿執筆者に選任した。この役割は形式通りの作業に思われ、当時はそれが大きな責任を伴うものだとは誰も考えなかった。ジェファソンは他の委員に相談し、自分が提案したバージニア憲法の草案やジョージ・メイソンが起草したバージニア権利章典など他の資料から引用した文章で初稿を書き上げた。4ページからなるジェファーソンの独立宣言の草稿は、6月11日から書き始められた。
ジェファソンがこの草稿を委員会に見せ、それが最終版になって、6月28日に大陸会議に提出された。7月2日に独立決議案が可決された後、大陸会議は宣言の方に注意を向けた。数日間の議論によって大陸会議は言葉遣いを修正し、全文の4分の1近くを削除した。削除された部分は大西洋奴隷貿易を批判したものであり、この修正にジェファソンは不満だった。7月4日、アメリカ独立宣言が承認された。この宣言は結果としてジェファソンの名声を上げるものとなり、その雄弁な前文はその後の人権宣言の規範になった。

#### バージニア邦議会の議員

ジョン・トランブルの『独立宣言』。五人委員会がその草稿を大陸会議に提出している。ジェファソンは宣言文を机に置いている中央の背が高い人物。

独立宣言の採択後はバージニアに帰り、9月には新しいバージニア邦議会の議員に選出された。この議員在任中に民主的な国家としてその新しい姿勢を反映させるためにバージニアの法体系を書き換え更新することに取り掛かった。3年の間に長子相続制廃止、信教の自由の確立および司法体系の合理化など126の法案を書いた。1778年、ジェファソンが書いた『知識のより広範な普及のための法案』は、アメリカの大学では初めての研究の選択制導入など、彼の卒業校で幾つかの学際的改革に繋がった。
ジェファソンは邦議会議員である間に、殺人と反逆を除き、あらゆる犯罪について極刑を廃止する法案を提案した。その死刑改革法案は1票差で否決され、バージニア州では強姦のような犯罪は1960年代まで死をもって罰せられるものとして残った。ジェファソンは奴隷輸入禁止法は成立させたが、奴隷制そのものを禁止させることはできなかった。

#### バージニア邦知事
ジェファソンは1779年から1781年までバージニア邦知事を務めた。1780年にはウィリアムズバーグにあった首都を邦の中心に近いリッチモンドに移すことを監督した。国内で初めて学生が管理する倫理規定など、ウィリアム・アンド・メアリー大学の教育改革を提唱し続けた。1779年、ジェファソンの命令で、ウィリアム・アンド・メアリー大学はジョージ・ワイスをアメリカの大学では初の法学教授に指名した。推進しようとし学制改革の進み方が遅いことに不満をつのらせ、後にはバージニア大学の設立者になった。この大学は高等教育が宗教的原理と完全に分離されたものとしてアメリカ合衆国では初の大学になった。
ジェファソンが知事を務めた期間にバージニアはイギリス軍に都合2度侵略された。まずはベネディクト・アーノルド、続いてチャールズ・コーンウォリスが指揮する部隊であった。1781年6月、ジェファソンはパトリック・ヘンリーやその他バージニアの指導者達と共に、イギリス軍の騎兵隊を指揮するバナスター・タールトン大佐によって危うく捕まりそうになった。ジェファソンの業績を大衆が認めなかったためにその後の政治的栄達が遅れ、バージニアでは公職に再度選ばれることは無かった。しかし、1783年には邦議会から大陸会議（この時は連合会議）代表に選出された。

#### 独立戦争
1780年リッチモンドが英軍に占領され、モンティチェロに避難した。大統領誕生以前、彼はイギリスから米国最大の実力者と目されていた。世論は、彼の敵前逃亡を非難した。

#### 連合会議代表
バージニア邦議会は1783年6月6日にジェファソンを連合会議代表に指名し、その任期は11月1日から始まった。ジェファソンは外国為替レートを設定する委員になり、アメリカの通貨は十進法に基づくべきことを推奨した。
また国務委員会すなわち連合会議が会期中に行政府として機能する組織の設定も提案した。
1784年5月7日、ジェファソンは全権公使に選出されたときに連合会議を離れ、1785年に駐フランス公使になった。

#### 駐フランス公使

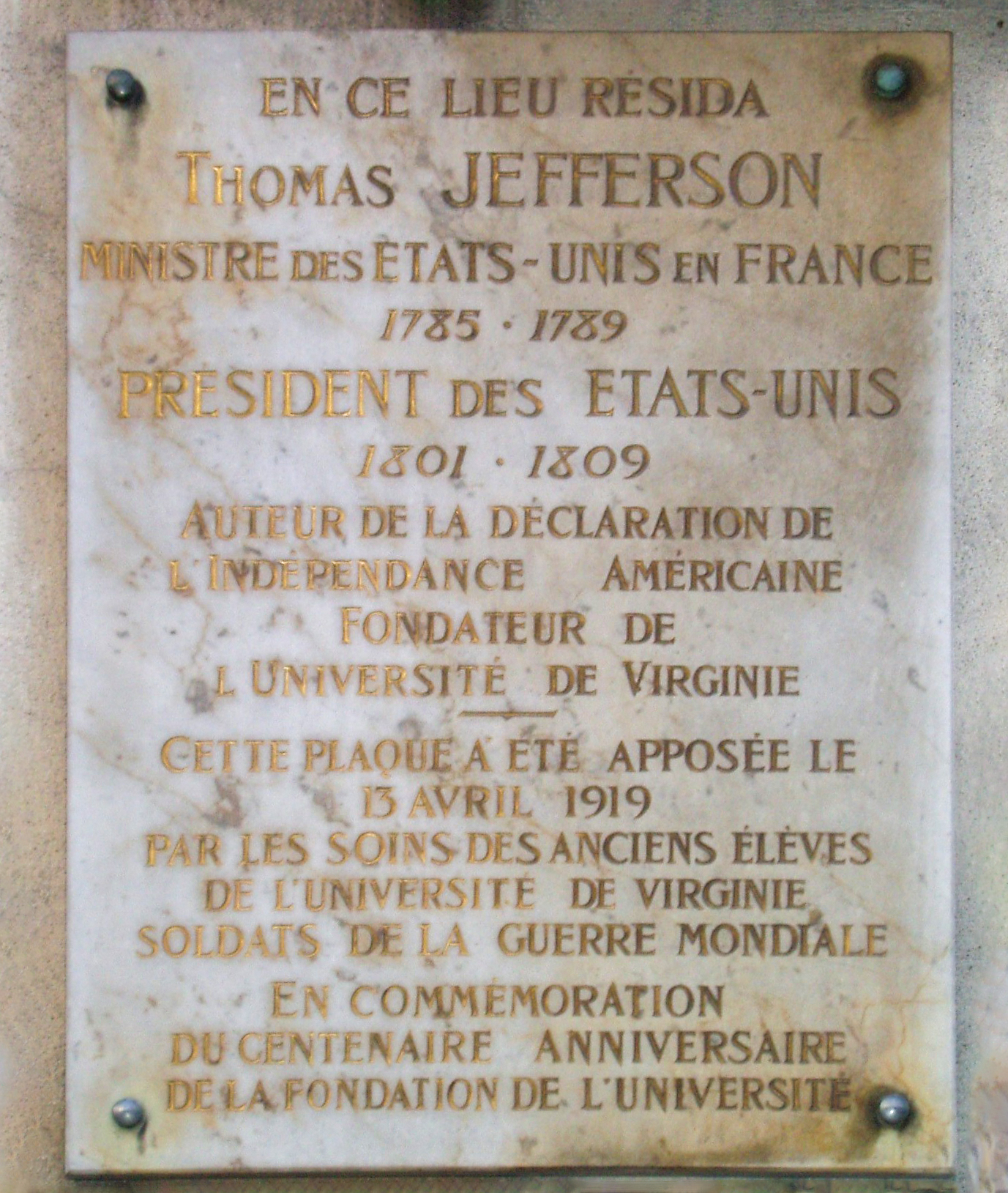
パリのシャンゼリゼ通りにある記念銘板、ジェファソンが駐フランス公使であったときに住んだ家を示す。この銘板は第一次世界大戦後に、ジェファソンによるバージニア大学設立100周年を記念して建てられた。

ジェファソンは1785年から1789年まで駐フランス公使を務めていたので、フィラデルフィア憲法制定会議には出席できなかった。憲法草案には権利章典が欠けていたにも拘わらず全体的には新しい憲法を支持し、文通相手のジェームズ・マディソンから経過を知らされていた。
パリ滞在中はシャンゼリゼ通りにある家屋に住んだ。多くの時間を割いて市内の見どころある建築を探索し、またパリの提供する芸術を楽しんだ。サロン文化の愛児となり、市内の最も著名な人々に晩餐に招待されることも多かった。ジェファーソン自身もしばしばフランスやヨーロッパの社交界からの人々を饗応した。ジェファーソンはパリに娘達を伴っており、モンティチェロからヘミングス家の2人の奴隷も連れてきていた。ジェームズ・ヘミングスは、授業料を払いフランスのシェフとして訓練させた。ジェームズ・ヘミングスはジェファーソンがフィラデルフィアに居るときにシェフを務めた。ジェームズの妹であるサリー・ヘミングスは亡妻の異母妹でもあったが、ジェファソンの幼い娘に付いて海外に渡った。ジェファーソンはこのパリでサリー・ヘミングスとの長い関係を初め、彼が死ぬまで関係は続き子をもうけている。2人のヘミングスはパリ滞在時代にフランス語を覚えた。
1784年から1785年に、ジェファソンはアメリカ合衆国とプロイセンの間の貿易関係を構築した。プロイセンの大使フリードリヒ・ヴィルヘルム・フォン・ツレマイアーとアメリカのジョン・アダムズが2人ともハーグに居り、ベンジャミン・フランクリンがパリに居たので、彼等もこの動きに関わった。
フランス革命勃発直前のフランス社会をつぶさに観察し、農民の犠牲の上に成り立っていることを強く感じた。ジェファソンは社交界や貴族の特権階級と多くの友好関係を築いたが、1789年にフランス革命が始まったときは革命支持者の側に回った。

#### 国務長官
フランスからの帰国後は、初代大統領ジョージ・ワシントンのもとで初代国務長官をつとめた（1790年-1793年）。ジェファソンとアレクサンダー・ハミルトンは国家の財政政策、特に戦時負債の資金集めについて争論を始めた。ハミルトンは負債が各州で平等に負担されるべきものと考え、ジェファソンは各州がそれぞれに負った負債について責任があるものと考えた（バージニア州は独立戦争の間に多くの負債を抱えてはいなかった）。連邦党員とのさらなる争論の中で、共和制を脅かすトーリーや君主制主義者とハミルトンや連邦党の他の者達を同一視するようになった。連邦主義を王党主義に擬え、「ハミルトン支持者達は王冠、小冠および司教冠を待ち望み、欲しくて堪らないでいると指摘した。ジェファソンとジェームズ・マディソンは民主共和党を設立し率いた。マディソンや選挙参謀であるジョン・J・ベックリーと共に全国的な共和主義者の同盟ネットワークを作るために動き、国中の連邦党支持者と戦った。このころ、アメリカの首都をニューヨークからワシントンに移転することが決められた。ジェファーソンは1793年にフランスとイギリスが開戦したときに強くフランスを支持した。歴史家のローレンス・S・カプランは、ワシントンがこの戦争にアメリカ合衆国は巻き込まれるべきではないと言っていることに同意しながらも、ジェファソンが「心情的にはフランス側を支持した」と述べている。1793年に行動的なフランス公使エドモン＝シャルル・ジュネが着任して、アメリカの中立を変えさせようと世論を操作し、大衆にアピールしようとした。これを危険視したジェファソンは阻止を図った。シャクナーに拠れば、ジェファソンは国内での政治的成功はヨーロッパでのフランス軍の成功に掛かっていると考えた。

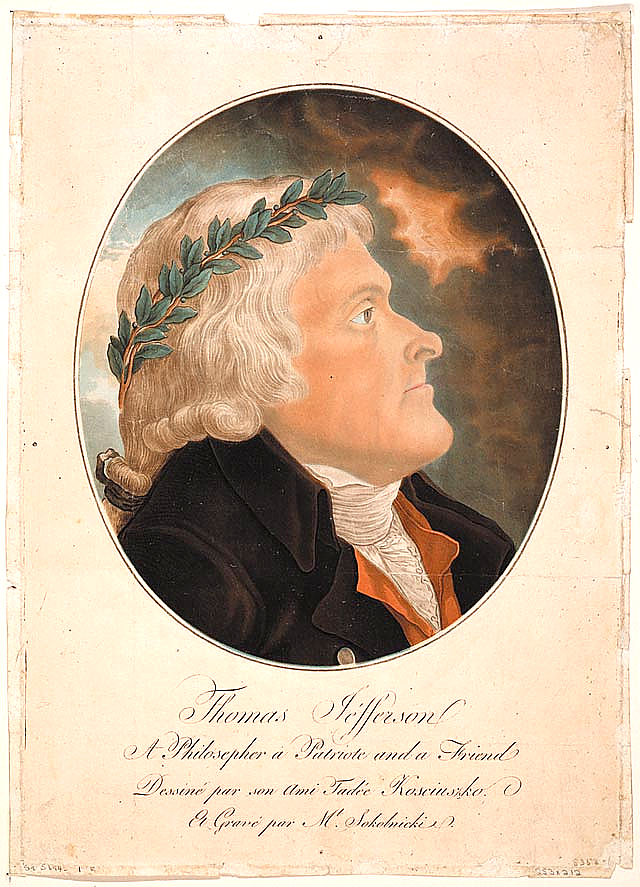
トーマス・ジェファソン、タデウシュ・コシチュシュコによる彩色アクアチント

ジェファソンはフランスに対する共感に固執し、フランス軍が海外で成功し国内で元気付けられることを期待した。フランスがヨーロッパの戦場で失敗することは、「わが国の君主制支持者を途方もなく元気付け、政府運営の基調に疑いなく影響する。実際にこの夏がフランスにとって悲惨な結果になれば、私が多くの改革を期待している新しいアメリカ合衆国議会における共和制推進の活力を落とすことになるだろう」と恐れていた。

#### 公職を離れて
ジェファソンは1793年暮れに20数年ぶりにモンティチェロに戻り、そこでハミルトンやワシントンに対する反対運動を画策した。しかし、ハミルトンが主導した1794年のジェイ条約がイギリスとの和平と貿易復活をもたらし、一方ジェファソンから強く支持されていたマディソンは戦争をせずに「かつての母国と戦うことを」望んだ。「『商業という武器』がアメリカ合衆国の選ぶ条件にイギリスを同意させるに足るというのが共和制推進者のあいだの信条になった」。公職を離れていたジェファソンは強くマディソンを後押しした。
自宅を新築し、後にアメリカの住居としては唯一世界遺産に登録されている。また、ひたすら農業に従事し研究もした。現在、ホワイトハウスの農場には、この地の種子がまかれている。

#### 1796年の大統領選挙と副大統領
1796年アメリカ合衆国大統領選挙でジェファソンは民主共和党の候補者となり、ジョン・アダムズに敗れはしたが、選挙人投票で2位となって副大統領に就任した（1797年-1801年）。この期間にジェファソンは議会手続きのマニュアルを書いたが、その他のことでは上院での議論を回避した。
フランスとの宣戦布告なき海洋戦争である擬似戦争が進行している中で、ジョン・アダムズが指導する連邦党は海軍を作り、陸軍を強化し、新しい税を課し、戦争の準備をし、また1798年には外国人・治安諸法を制定した。ジェファソンは外国人・治安諸法が危険な敵性外国人よりも自分の民主共和党に対する攻撃だと解釈した。それらの法はバーモント州選出のアメリカ合衆国下院議員マシュー・ライアンからの最も著名な攻撃を初めとして民主共和党に対する攻撃に使われた。ジェファソンとマディソンは、連邦政府が各州によって具体的に委嘱されていない権限を行使する権利が無いことを宣言したケンタッキー州およびバージニア州決議を匿名で書くことで、民主共和党側への支援を訴えた。この決議は、もし連邦政府がそのような権限を行使した場合に、その法は1つの州によって無効化され得るということを意味した。この決議は州の権限理論を始めて世に出したものであった。

#### 1800年の大統領選挙
ジェファソンはニューヨーク州出身のアーロン・バーと密接に協力しながら自党を糾合し、特に新税を攻撃し、1800年のアメリカ合衆国大統領選挙に打って出た。当時の習慣に従い、公然たる選挙運動はしなかった。アメリカ合衆国憲法修正第12条の成立前に、この新しい国の選挙制度の問題が露呈した。選挙人選挙でジェファソンとバーの得票数が同数で1位となり、アメリカ合衆国下院（このときはまだ連邦党が多数党だった）で当選者を決めることになった。

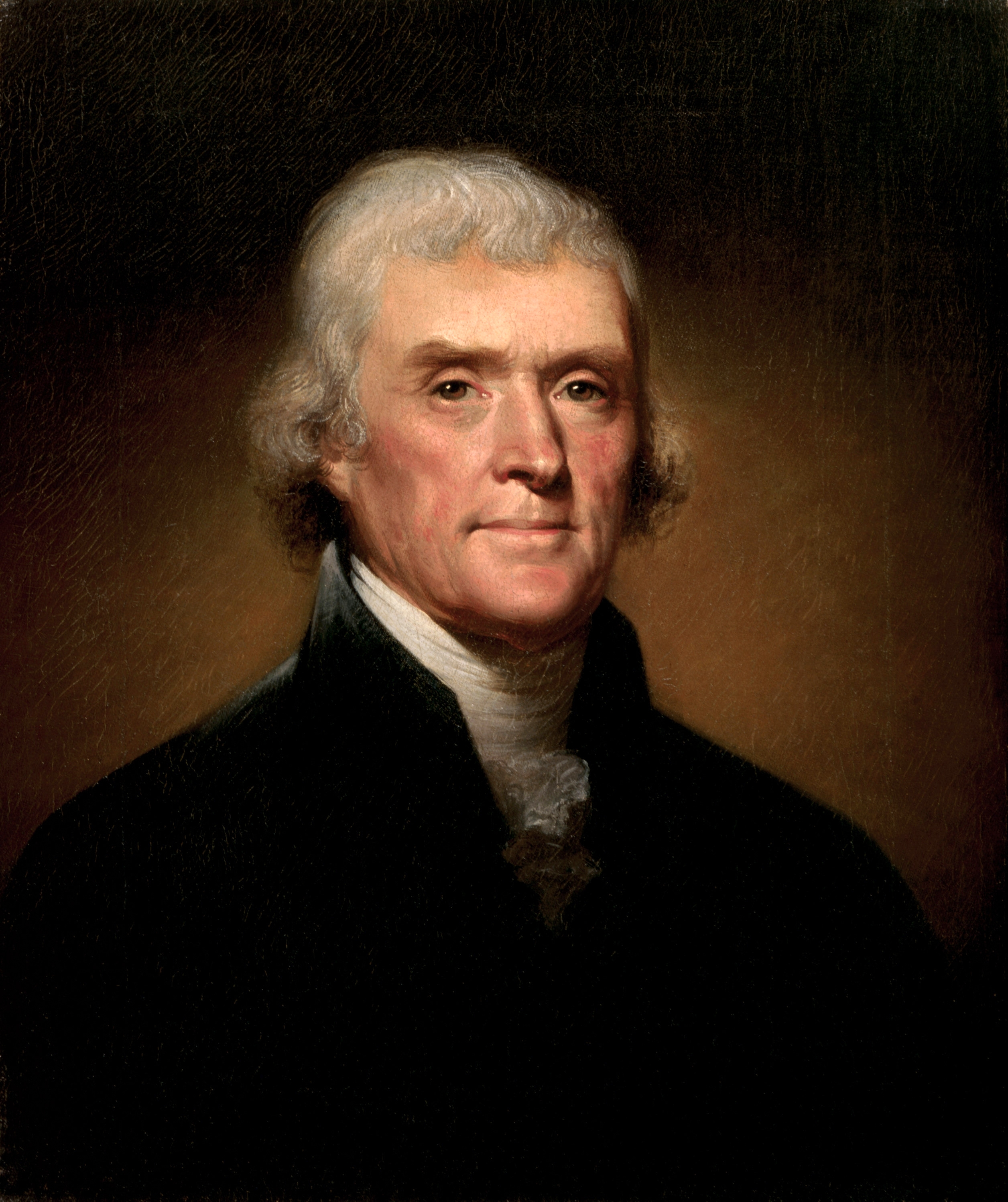
レンブラント・ピールによるジェファソンの肖像画、1800年

連邦党が支配する下院で行われた長い討議の後で、ハミルトンはジェファソンがバーよりも政治的悪にはならないだろうと自党を説得した。このような選挙制度の醜聞は新生間もないこの国を弱めることになるだろうとも言った。1801年2月17日、下院での31回目の投票が行われてジェファソンが大統領に、バーが副大統領に選ばれることで、この問題は決着した。次の1804年の選挙のとき、ジェファソンがバーを副大統領候補から外すとしたことで、バーのジェファソンに対する悪意が生じた。ジェファソンはバーが決闘でハミルトンを殺した後で、バーを候補者から外した。
この時の選挙でジェファソンが連邦党のジョン・アダムズに勝利した事は当時、選挙人選挙制度が5分の3妥協（奴隷人口の5分の3を各州自由人人口に加算し、その総数で選挙人数が割り当てられた）に準拠していたことを明るみに出し、嘲笑の対象となった。ジェファソンが選ばれたことは、南部が奴隷を保有しているために南部の選挙人数が増されていることに拠っていた。つまりジェファソンの得た選挙人票のうち12票は選挙権が無く、その人間性も否定されている奴隷の数から得ていたものだった（ジェファソンとアダムズの選挙人選挙得票数の差は8票だった）。ジェファソンが1当選した後に「ニグロ大統領」と嘲られ、「マーキュリー・アンド・ニューイングランド・パラディウム・オブ・ボストン」紙の1801年1月20日版では、ジェファソンが「奴隷の肩に負わせた自由の神殿」を勝ち得たときに民主主義の勝利としてその当選を祝う苦痛があった、というような批判記事が載った"。

### 大統領（1801年から1809年）

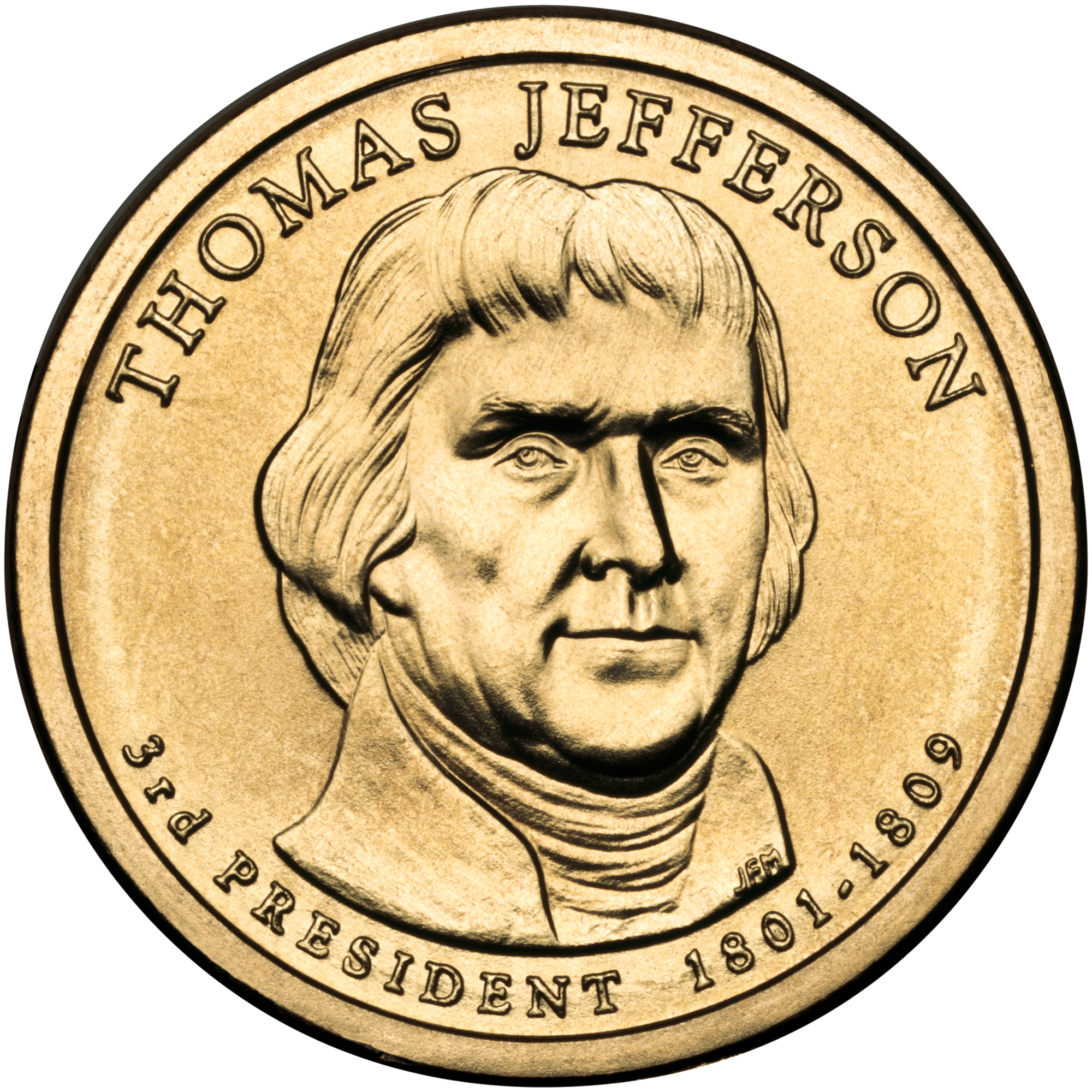
大統領1ドル銀貨のジェファーソン

独立戦争時、貧弱な軍備のために敵前逃亡した苦い経験から、富国強兵政策を推進した。ジェファーソンは連邦政府の多くの税を撤廃し主に関税収入に頼ろうとした。ジョン・アダムズ政権で成立しており、ジェファーソンが違憲だと信じていた外国人・治安諸法の下で投獄されていた人々を釈放した。1801年の司法権法を撤廃し、アダムズの「真夜中の判断」で任命されていた多くの判事を解職した。このことで「マーベリー対マディソン事件」に関する重要な最高裁判所判決が導かれることになった。ジェファーソンは、アメリカとしては初の重要な海外戦争となった第一次バーバリ戦争（1801年 - 1805年）を指揮してこれに勝利した。1802年にはウェストポイントの陸軍士官学校を設立した。
1803年、連邦議会の土地を購入する権限について合憲性に疑念があったにも拘らず、ミシシッピ川以西のルイジアナをフランスから1500万ドルで買収した（アメリカの小学生用歴史教科書にはジェファーソンは、「わが国のために、おそらく史上最大のバーゲン品を買い上げた」と紹介されている）。こうして得られた土地は現在のアメリカ合衆国領土の23%に相当している。
1807年、ジェファーソン政権では最初の副大統領だったアーロン・バーがジェファーソンの命令で反逆罪で裁判に掛けられたが、無罪となった。この裁判では首席裁判官のジョン・マーシャルがジェファーソンを召還したが、ジェファーソンは大統領特権を行使し、大統領として従う必要は無いと主張した。マーシャルが憲法では裁判所命令に従う任務について大統領に例外を認めていないと主張し、ジェファーソンが折れた。
2期目の終わりに撤廃された1807年の通商禁止法が効果が無かったことはジェファーソンの評判を傷つけた。
1803年、ジェファーソンは黒人をアメリカ合衆国の郵便を運ぶ業務から排除する法案に署名した。歴史家のジョン・ホープ・フランクリンは、この署名を「それをすることで利益を得られない自由黒人に関する根拠の無い嫌悪の表明」と呼んだ。
1807年、3月3日、ジェファーソンはアメリカ合衆国で奴隷の輸入を違法とする法案に署名した。

#### 内閣

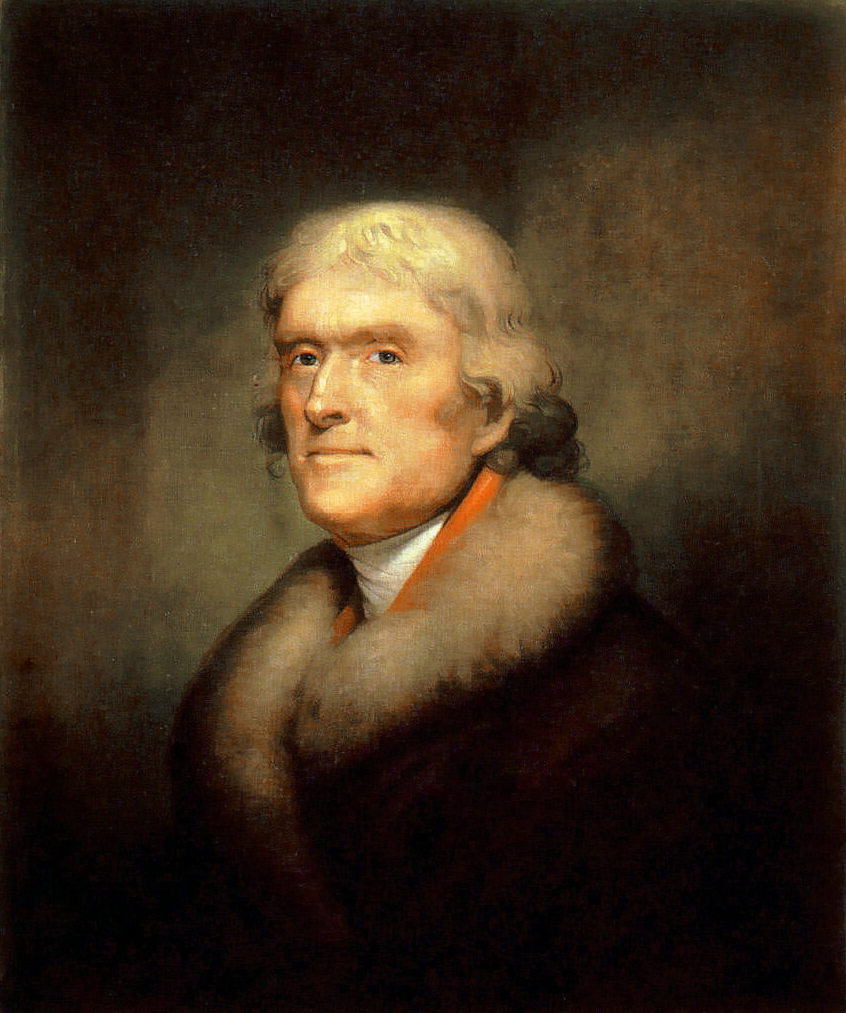
レンブラント・ピールによるジェファーソンの肖像画、1805年

| 職名     | 氏名                             | 任期            |
| -------- | -------------------------------- | --------------- |
| 大統領   | トーマス・ジェファーソン         | 1801年 - 1809年 |
| 副大統領 | アーロン・バー                   | 1801年 - 1805年 |
| 副大統領 | ジョージ・クリントン             | 1805年 - 1809年 |
| 国務長官 | ジェームズ・マディソン           | 1801年 - 1809年 |
| 財務長官 | サミュエル・デクスター           | 1801年          |
| 財務長官 | アルバート・ギャラティン         | 1801年 - 1809年 |
| 陸軍長官 | ヘンリー・ディアボーン           | 1801年 - 1809年 |
| 司法長官 | レヴィ・リンカーン               | 1801年 - 1804年 |
| 司法長官 | ロバート・スミス                 | 1805年          |
| 司法長官 | ジョン・ブレッキンリッジ         | 1805年 - 1806年 |
| 司法長官 | シーザー・オーガスタス・ロドニー | 1807年 - 1809年 |
| 郵政長官 | ジョセフ・ハーバーシャム         | 1801年          |
| 郵政長官 | ギデオン・グレンジャー           | 1801年 - 1809年 |
| 海軍長官 | ベンジャミン・ストッダート       | 1801年          |
| 海軍長官 | ロバート・スミス                 | 1801年 - 1810年 |

##### 指名した最高裁判所判事
- ウィリアム・ジョンソン - 1804年
- ヘンリー・ブロックホルスト・リヴィングストン - 1807年
- トーマス・トッド - 1807年

##### 加盟させた州
- オハイオ州 - 1803年3月1日

### 大統領職後

#### 大学の父

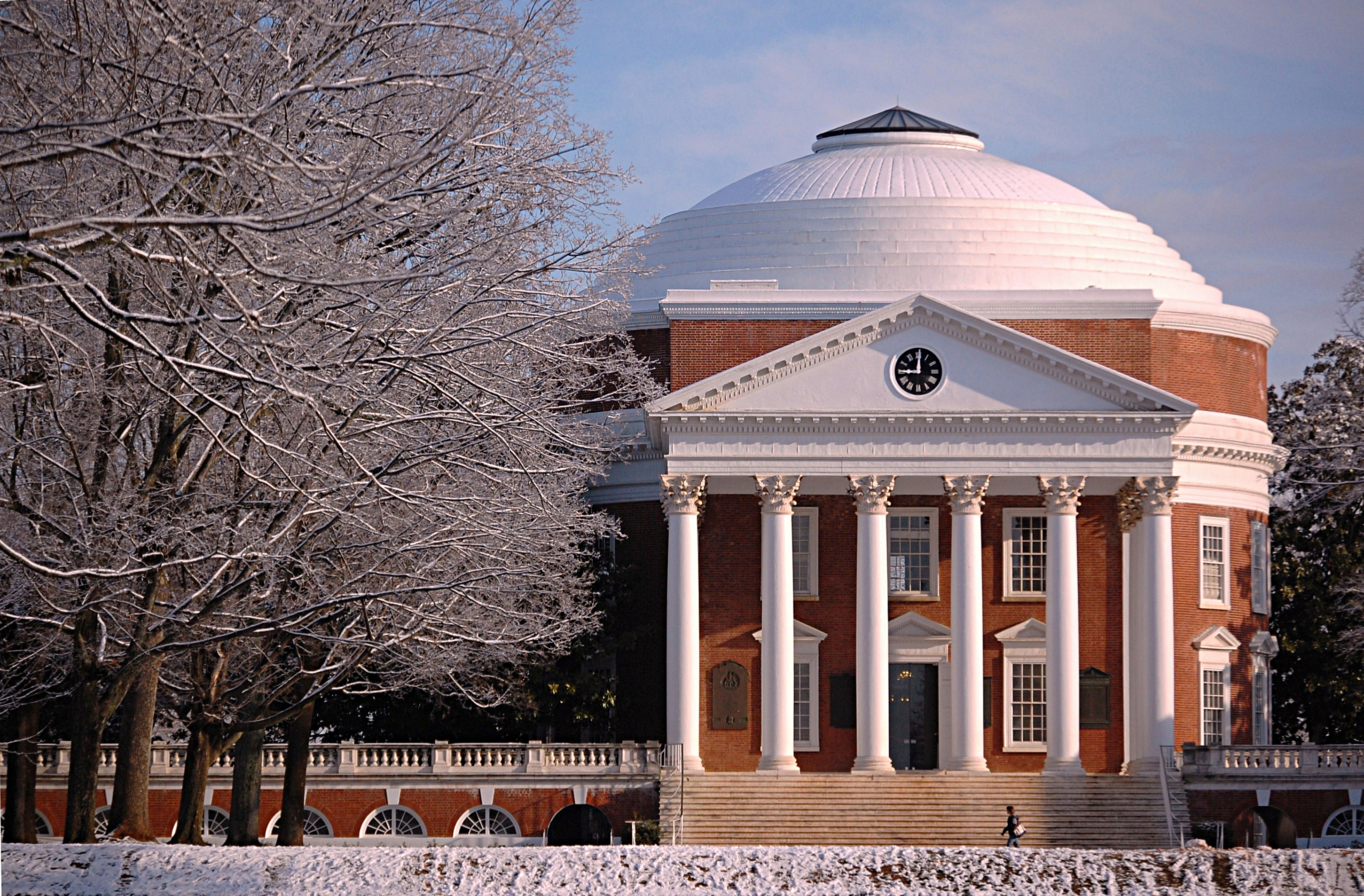
バージニア大学のザ・ローン

ジェファーソンは大統領職を辞した後も、公的な事業での活動を続けた。アダムズとも復縁し多くの書簡を交わした。新しい高等教育機関の設立に次第に関心を寄せるようにもなり、特に他の大学では提供していないような新しい多くの分野で学生達が専門化できる、教会の影響のない機関にこだわった。ジェファーソンは人を教育することは組織化された社会を造るための良い方法だと考え、学校は一般大衆によってその費用を賄われることで、それほど裕福でない者でも学ぶことができるようにすべきだと考えた。1800年1月にイギリス出身の化学者ジョゼフ・プリーストリーに宛てた手紙で大学をずっと前から作ろうと思ってきたことを伝えていた。
その夢は1819年にバージニア大学を創立することで実現した。当時、バージニア住民は高等教育を受けるために他州に行く必要があった。1825年に開校したとき、学生に選択コースリストを提供したことでは初めての大学になった。大学は当時の北アメリカで最大級の建設プロジェクトとなり、教会ではなく図書館を中心に据えたことで特徴があった。当初の計画ではキャンパスに礼拝堂が無かった。ジェファーソンは死ぬまで学生や教員を自宅に招いた。
ジェファーソンはバージニア大学敷地の建築設計に携わったと広く認められている。それは新しい共和国で州が提供する教育と農業民主主義という強い願望を強烈に表明する革新的なデザインになった。学びのための特化された施設を創設するというその教育に関する概念は、自身が「学際村」と呼んだキャンパス配置計画に具体的に現されている。個々の学術施設は芝生のある中庭に面したパビリオンによって視覚的に特徴ある形に現され、各パビリオンには教室、教員室および住宅を収容している。個々の建物は特徴あるが視覚的な重要性では平等であり、学生の宿泊設備の前面ファサードになっている屋外アーケードで繋がれている。背面には庭園や菜園があり、蛇行した壁で囲まれ農本的生活様式の重要性を主張している。

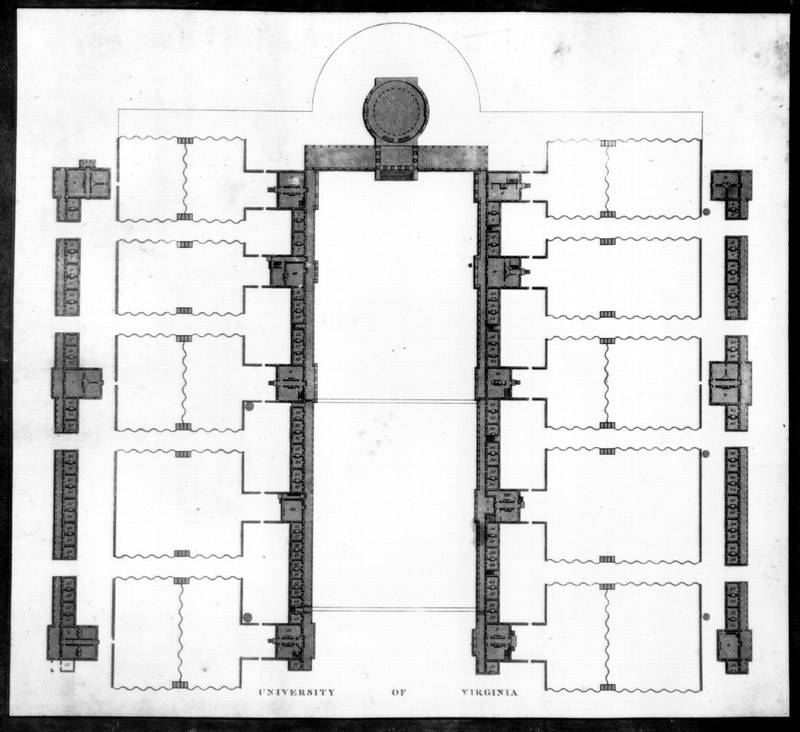
ジェファーソンの指示でピーター・マーベリックが書いたバージニア大学の配置図

ジェファーソンが特に注文した配置計画はザ・ローンと名付けた中央の矩形の中庭を取り囲む建物群の調和であり、その中庭の端は教室とそれを繋ぐアーケードで仕切られている。中庭の一端はテーブル上座にあたる場所で、知識の宝庫である図書館で仕切られている。図書館の反対側は将来の拡張のために開放されたままだった。芝生は一連の階段つきテラスの所でせりあがり、他の部分よりは数フィート高くなっている。頂点として最も目立つ場所にある図書館まで立ち上がっている。一方でこの学際村が将来への容易な動きを与えることも示唆している。
建築様式を見ると、ジェファーソンが歴史的連想でアメリカの民主主義を最もよく現すものと考えた古代ギリシャ様式やローマ様式の提唱者だった。各学術棟は中庭に面した2階建ての寺院として設計され、図書館はローマのパンテオンを模されている。中庭を取り囲む建物の調和は、間違いなく非宗教的な公共教育の重要性を建築的に表明したものであり、宗教色の排除は政教分離原則を補強している。このキャンパスの計画と建築上の扱いは今日でも知的考え方と願望を表現するためのビル建築のパラダイムとして機能している。アメリカ建築学会会員による調査によって、このジェファーソンのキャンパスをアメリカで最も意義ある建築作品と評価した。
この大学はバージニアの教育体系の頂点に来るものとして考案された。ジェファーソンの考えでは州内の市民なら誰でも一定の能力基準を満たすだけで入学できるものとされた。

### 死去

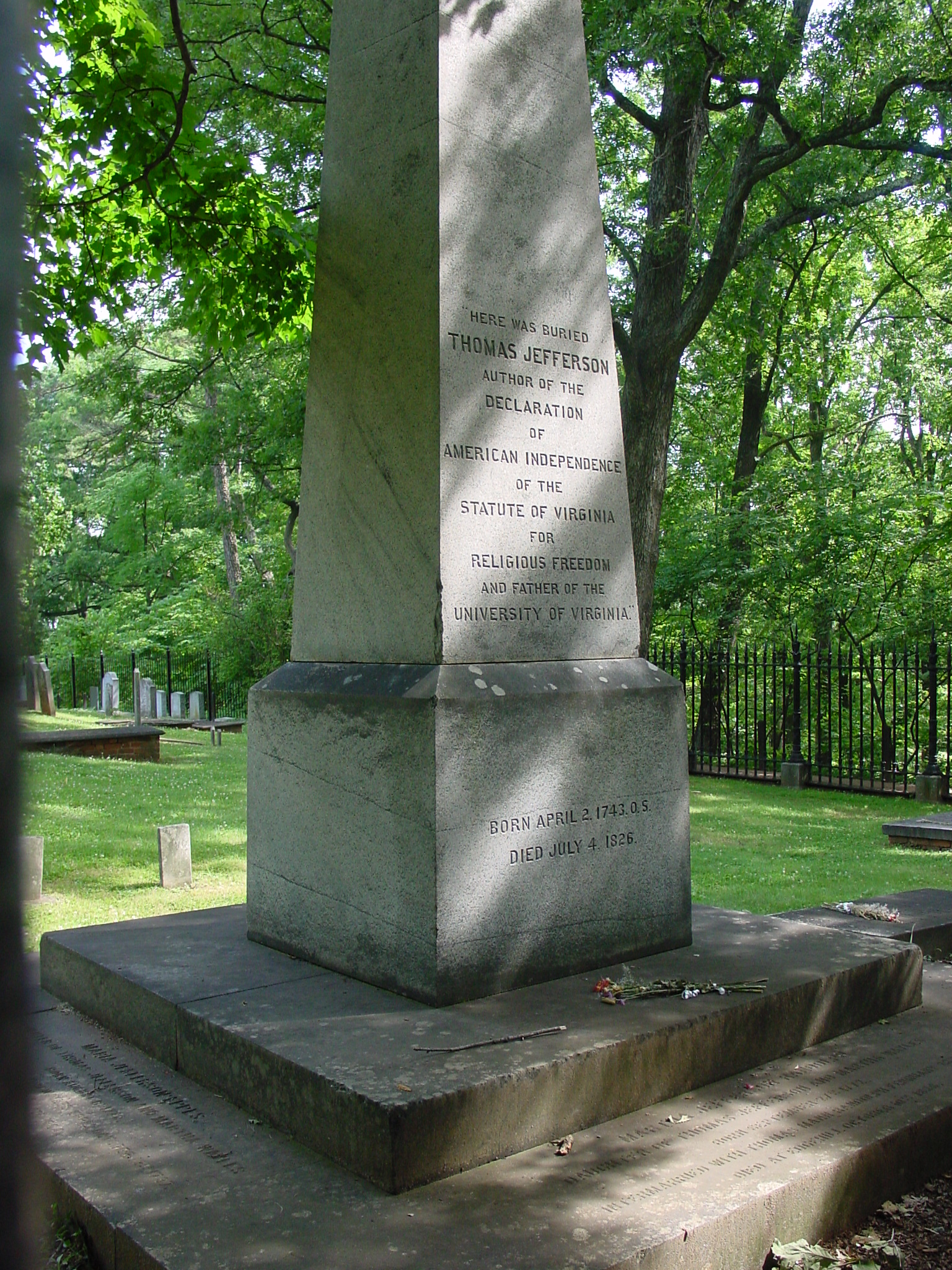
ジェファーソンの墓石

ジェファーソンは1826年7月4日、アメリカ独立宣言の採択から50周年の記念日にバージニア州で83歳で死去した。奇しくも先輩大統領であり、独立を求めた同国人、偉大な政治的ライバル、後には友人となり文通相手でもあったジョン・アダムズも同じ日の数時間後にマサチューセッツ州で死去した。 ジョン・アダムズの臨終の言葉は、「トーマス・ジェファーソンは…」であった。最後の部分はほとんど声になっていなかったが、「不滅である」と語ろうとしたと言われている。
ジェファーソンは北アメリカでも最も裕福な家系に生まれたが、死ぬ時は大きな負債があった。
ジェファーソンのトラブルは義父が死んだ時に始まった。ジェファーソンと義兄弟は義父の負債が決済される前に素早くその資産を分割してしまった。このことで彼らのそれぞれが負債の全額に責任ある形となり、予想したものよりも高額になったことが分かった。
ジェファーソンは負債を支払うために独立戦争前に土地を売却したが、その代金を受け取る前に、戦時の突拍子も無いようなインフレの中で紙幣は無価値なものに変わった。戦中にチャールズ・コーンウォリスがジェファーソンのプランテーションを荒廃させており、戦争が終わったときにイギリスの債権者が集金を再開した。また1819年の金融危機で負債を払わなかった親戚や友人の約束手形に署名していた。ジェファーソンの公的な声望のみで、生前に債権者達がモンティチェロを押収し売り飛ばしてしまう事態を免れた。
ジェファーソンの死後、その所有地は競売で売却された。1831年、552エーカー (2.34 km2) の土地はジェイムズ・T・バークレーに7,000ドル（今日価格で14万ドル相当）で売却された。ジェファーソンはバージニア州シャーロッツビルにあるモンティチェロ荘園に埋葬されている。その遺志によってモンティチェロはアメリカ合衆国に託され、海軍士官の孤児のための学校に使われることとされた。彼自身が書いた墓碑銘には、彼自身の言葉と「これ以上の言辞はない」とのみ記されている（バージニア州知事、副大統領および大統領を務めたことは省かれているのが特徴）。墓碑銘は以下の通りである。
| \| HERE WAS BURIED THOMAS JEFFERSON AUTHOR OF THE DECLARATION OF AMERICAN INDEPENDENCE OF THE STATUTE OF VIRGINIA FOR RELIGIOUS FREEDOM AND FATHER OF THE UNIVERSITY OF VIRGINIA \| | ここにトーマス・ジェファーソンは眠る アメリカ独立宣言の作者 信教の自由を求めたバージニアの法の作者 そしてバージニア大学の父 |
| HERE WAS BURIED THOMAS JEFFERSON AUTHOR OF THE DECLARATION OF AMERICAN INDEPENDENCE OF THE STATUTE OF VIRGINIA FOR RELIGIOUS FREEDOM AND FATHER OF THE UNIVERSITY OF VIRGINIA       | |

墓碑銘の下にある別の銘板
| \| BORN APRIL 2 1743 O.S. DIED JULY 4 1826 \| | 旧暦1743年4月2日生まれ 1826年7月4日死去 |
| BORN APRIL 2 1743 O.S. DIED JULY 4 1826       |                                         |

## 人物
ジェファーソンは痩せ型で背が高く、身長約6フィート (183cm) でとても姿勢が良かった。
「モンティチェロの聖人」は別のニックネームである「人民の中の男」を得るようなイメージを育てた。ホワイトハウスへの客人をローブとスリッパというような普段着で迎えて大衆的な雰囲気を作った。国務長官ジェームズ・マディソンの妻であるドリー・マディソンやジェファーソンの娘達がホワイトハウスの外交儀礼を和らげ、フォーマルな公式晩餐会もより形式ばらない楽しませる社交行事に変えた。ジェファーソンは言論出版の自由の抜きん出た守護者だったが、時には党派的な新聞と言い争い、大衆にアピールした。
ジェファーソンの書き物は実利的であり大きな知性を示している。また多くの言語に堪能だった。オシアンを翻訳するためにゲール語を学び、原稿を求めてジェイムズ・マクファーソンに手紙を送った。
ジェファーソンは大統領として自ら一般教書演説を行う慣習を止め、文書で議会に演説原稿を配った（一般教書演説はウッドロウ・ウィルソンが復活させた）。このために大統領でいる間にはわずか2回の演説を行っただけだった。ジェファーソンは舌足らずであり、このこともあって演説するよりも書くことを好んだ。死ぬ時に彼と妻の間に交わされた手紙を全て燃やし、折々個人的な殻を守ろうとする人のイメージを作った。実際に公衆の面前にあるよりも事務所で個人的に働くことを好んだ。

## 興味と行動
ジェファーソンは傑出した建築家であり、新パッラーディオ様式をアメリカ合衆国にもたらすことに特に影響を与えた。この様式はイギリスのホイッグ党貴族に人気があり、共和制の市民の美徳と政治的自由に関する啓蒙思想に関連していた。ジェファーソンはシャーロッツビル近くに自家モンティチェロを設計した。その近くにはバージニア大学があり、アメリカ合衆国大統領が設立した唯一の大学となっている。ジェファーソンはこの大学の最初の建物の構造や当初のカリキュラムおよび住居様式を設計した。モンティチェロとバージニア大学とを併せてアメリカ合衆国に4つしかない人工物の世界遺産に数えられている。
ジェファーソンはバージニア州リンチバーグに近いベドフォード郡にポプラ・フォレストを、その公的生活からの私的な待避所として設計した。ジェファーソンは、南フランスのニームにある古代ローマ神殿メゾン・カレをモデルにしたバージニア州議会議事堂の設計に貢献した。ジェファーソンの建築はアメリカでその後の連邦様式建築を流行させ始めることに力があった。
ジェファーソンは多くの小さな実用品を発明した。例えば回転式ブックスタンドや（チャールズ・ウィルソン・ピールとの協業で）原稿を書いたままに写しをつくる器械であるポリグラフについての多くの改良があった。モンティチェロには自動ドアや最初の回転椅子などジェファーソンが発明した便利な装置があった。機械的に絵を描く装置として興味を持ったものにはフィシオグノトレースの利用があった。1802年、チャールズ・ウィルソン・ピールがこの道具の水彩画スケッチを詳細な説明書と共にジェファーソンに送った。この絵は現在アメリカ合衆国議会図書館のジェファーソン文書の中に入っている。1804年、シャルル・フェブレ・ド・サン＝メマンがフィシオグノトレースを使ってジェファーソンの長円形シルエット肖像画を制作した。これは当時最も良く知られたジェファーソンの肖像画になった。
ジェファーソンが興味を抱いた中には当時まだ黎明期にあった考古学があった。彼は発掘技術の開発に果たした役割を認められて「考古学の父」と呼ばれることがあった。1784年にバージニアの領地内にあったインディアンのマウンドを調査したとき、何かが現れるまで単純に下に向かって掘り進むという当時の習慣を避けた。その代わりにマウンドを縦に切断して中に歩いて入れるようにし、中に入っているものの層を調べてそこから結論を引き出した。
ジェファーソンはモンティチェロにある釣り池を楽しんだ。それは深さが3フィート (1 m) あり、モルタルで壁面を覆っていた。その池は最近捕まえた魚を飼っておくためやウナギを新鮮に保つために使われた。この池は最近修復されて、モンティチェロの西側から見ることができる。
1780年、ベンジャミン・フランクリンのアメリカ哲学会に参加した。1797年から1815年までその会長を務めた。
ジェファーソンは鳥にも興味があった。その作品『ヴァージニア覚書』の中には出身州で見つけた鳥のリストが入っているが、「間違いなくまだ書かれておらず分類されてもいない多くの種」がいるとしている。イギリス人自然科学者のマーク・ケーツビーが描いたバージニアの鳥の絵は「形やポーズに関しては、概して誇張されすぎている色使いよりも勝っている。」とも述べている。
ジェファーソンはワインの熱烈な愛好者であり収集家であり、グルメだと言われた。フランス滞在中（1784年-1789年）、フランスやその他ヨーロッパのワイン生産地を贅沢に旅し、アメリカ合衆国にワインを送り返させた。「我々はアメリカ合衆国でヨーロッパで作られているのと同じくらい豊富な種類のワインを、まさに同じ種ではなく疑いも無く良いものとして作ることができるだろう」という大胆な発言をしたことでも知られている。モンティチェロには広範なブドウ園があったが、かなりの部分はヨーロッパの「ヴィティス・ヴィニフェラ」種のワイン用ブドウであり、アメリカ生まれのブドウの病気に対して生き残れなかった。
1801年、ジェファーソンは『議会運営マニュアル』を出版した。これは現在も使われている。1812年には第2版を出版した。
米英戦争中の1814年8月、イギリス軍がワシントンD.C.とアメリカ議会図書館を焼いた後、ジェファーソンはその蔵書寄贈を国に提案した。1815年1月、議会はこの申し出を受け入れ、6,487冊の蔵書に23,950ドルを支払った。偉大な国立図書館のために基金が整えられた。今日、アメリカ議会図書館の連邦立法府情報のウェブサイトは、ジェファーソンに因んでトーマスと名付けられている。2007年、ジェファーソンのコーラン1764年版2巻本が、ミネソタ州選出のアメリカ合衆国下院新人議員でイスラム教徒のキース・エリソンの宣誓に使用された。

## 政治哲学と見解

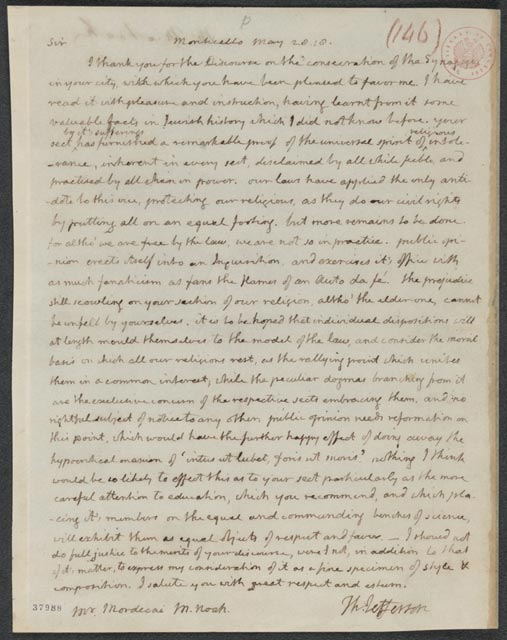
モルデカイ・マヌエル・ノアに宛てた1818年5月28日付けの手紙、ジェファーソンは人間性に付いての信条と民主主義の本質に関する見解を表現した。

ジェファーソンは「最小の統治が最良の政府である」という信条を持っており、アダム・スミスを称賛し、同時代のデステュット・ド・トラシーやジャン＝バティスト・セイとの交際を持ち、ハミルトンの主導する国家による工業化や国立銀行の設立に反対した。
彼はアメリカ合衆国で共和制を発展させる指導者だった。イギリスの貴族性は本質的に腐敗しており、アメリカ人が市民道徳に献身したことが独立を要求したと主張した。1790年代、ハミルトンやアダムズが共和制を脅かすイギリス的な君主制を課そうとしていると繰り返し警告した。米英戦争を支持し、カナダからイギリスの軍事と思想的な脅威を排除できることを期待した。
ジェファーソンがアメリカの美徳として描いたものは、自分のことは自分で処する自作農の農本的国家のものだった。それはハミルトンが描く商業と製造業の国家というものと対照をなし、ジェファーソンはハミルトンの考え方をあまりに誘惑が多すぎて腐敗に繋がるものだと言った。ジェファーソンのアメリカの特異性と可能性についての深い思い入れがアメリカ例外主義の父と言わせるまでになった。特にまだ人口の少ないアメリカは階級に分かれ、工業化されたヨーロッパの恐怖と考えられるものを避けられると確信していた。
ジェファーソンの共和制原理は18世紀イギリス政府に対抗した著作家達の農業政策を支持する党によって強く影響を受けた。特にジョン・ロックの不可分の権利原則について影響を受けた。歴史家達はフランスの同時代人ジャン＝ジャック・ルソーの影響もいくらか見出している。アメリカ先住民学のブルース・E・ジョハンセンが、ジェファーソンは共和制の理想をイロコイ連邦の合議制民主主義システムから学び、インディアンの会議体を政治モデルとして大いに参考としたとするように、いくばくかの学者はジェファーソンがイロコイ連邦に強く影響を受けたと見なしている。

### 銀行と銀行家に関する見解
ジェファーソンは第二合衆国銀行の設立に激しく反対した。「私は貴方達と共に、この銀行を設立することは軍隊を維持することよりも危険だと心から思う。資金調達という名前で子孫が支払うことになる金を遣うという原則は、未来に大規模な詐欺行為を行うことである。」それでもマディソンと連邦議会は米英戦争で生じた財政的混乱状態を見て、ジェファーソンの忠告を無視し、1816年に第二合衆国銀行を設立した。
ジェファーソンは同僚達に多くの手紙を書き、銀行に関する自分の見解を定義することが多かった。その中でも最もはっきりしているのが1816年5月28日付けジョン・タイラーに宛てた手紙であり、「...銀行制度は我々が同じくらいかつずっと非難してきたものである。私はそれが我々の組織全体に残された汚点と考え、それは保護されていなければ破壊に繋がるものであろうし、既に腐敗したギャンブラーに攻撃されており、我々市民の資産と道徳を吹き飛ばすことが進んでいる。」と書いていた。

### 個人の権利
ジェファーソンは個人個人が「ある不可分の権利」を持っていると信じた。「すなわち、これら権利は政府があろうとなかろうと存在する。人はそれらを作り出し、取りあげ、あるいは渡してしまうこともできない。」ジェファーソンが最も明確に説いたのは「自由」の権利である。「合法的な自由は他人の平等な権利によって我々の周りに引かれる制限内で我々の意思による妨げられることのない行動である。法は往々にして暴君の意思であり、それが個人の権利を侵犯する時は常にそうなので、私は「法の範囲内で」という言葉を付け加えない」と言って自由を規定している。政府は自由の権利を「創り出せ」ないが、実際にそれを侵犯できるというのがジェファーソンの考えだった。個人の合法的自由の限界は法が述べていることではなく、単に他の個人が同じ自由を持つのを禁じる手前で思い留まることである。ジェファーソンにとっての適切な政府は、社会を構成する個人が他人の自由を侵すことを禁じるだけでなく、個人の自由を縮小しないよう「政府自体」を拘束するものだった。
平等ということに関するジェファーソンの関与は、バージニア州における最初に生まれた息子が全ての土地を相続するという長子相続制の廃止を成功させたことに現れていた。
ジェファーソンは、人が他人と付き合う中で正しいことと間違っていることを見分ける生まれ付いての道徳観を持っている、すなわち人が自制することを選ぼうと選ぶまいと他人の自然権について既得の感覚をもっていると信じた。さらに無政府主義社会であってもそれがかなり小さければ、十分機能するに足るだけの道徳観があるとも考えた。幾つかの機会ではインディアンの部族内での生活様式を称賛してもいた ジェファーソンは時として理性的な無政府主義者と見られることもある。
「カーリントン大佐に宛てた手紙」の中では、「私は（インディアンのような）政府無しで生活する社会がその全体集団で、ヨーロッパの政府の下で生活する人々よりも絶対的に大きな程度の幸福を享受すると確信する。」と言った。しかしジェファーソンは無政府主義が「大多数の人民とは共存できない」とも考えた。それ故にアメリカのような広い範囲に及ぶ政府は「統治される者の同意」によって存在できると提唱した。
ジェファーソンが書いたアメリカ独立宣言初稿の前文では次のように書いていた。
ジェファーソンは「統治される者の同意」に大変固執したので、個人は前の世代の行動では道徳的に制限されえないと考えた。これには負債や法律も含まれた。「如何なる社会も永遠の憲法あるいは永遠の法律ですら作ることはできない。この大地は常に生きている世代に属している」と言った。さらに合法的革命の適切な繰り返しと考えられるものを予測すらした。「あらゆる憲法、さらにはあらゆる法律は19年間の後に自然消失する。さらに長く続くとすれば、力の行使であり権利の行使ではない。」ジェファーソンは平均余命に加えて、人が理性的な判断ができる「成熟」年齢と考えるものを考慮に入れて、19年という数字に辿りついた。また国債は排除されるべきものと提唱した。現存する人々が前世代の負債を払う道徳的義務感を持てるとは信じなかった。そのような負債を払うことは「寛大さの問題であり、権利の問題ではない」と言った。

### 州の権限
特に1798年のケンタッキー州およびバージニア州決議でジェファーソンが州の権限を強く弁護したことは、連邦政府の権限拡大に対する敵意を始めさせた。しかし、ジェファーソンの外交政策の幾つかは政府の強化そのものだった。最も重要なことは1803年のルイジアナ買収であり、その広大な外国の領地とフランス人やインディアンの住人まですべて併合するために暗黙の権力を使った。1807年の通商禁止法を執行したことは、外交政策では失敗したが、連邦政府が戦争に繋がるかもしれない貿易を統制することで地方レベルまでもその大きな力で干渉できることを示した。

### 武器の携行について
ジェファーソンの自由への傾倒は個人の自由の多くの分野にまで及んだ。著作『当たり前の書』(Commonplace book) の中で、銃統制に関するチェーザレ・ベッカリーアの言葉を引いた。「武器携行を禁じる法は...犯罪を犯す恐れの無いあるいは犯さないと決めた者をのみ武装解除するのである。...そのような法は襲撃される者には悪く、攻撃者には良く機能する。武装していない人は武装した人よりも大きな確率で攻撃されるかもしれないので、殺人を防ぐよりも奨励する方に機能する。」

### 法人について
ジェファーソンは1816年にジョージ・ローガンに宛てて次のように書いた。

### 司法について
ジェファーソンは弁護士として鍛えられていたので、才分ある書き手だったが、話や弁護は下手で、法廷でも決して巧くはいかなかった。ジェファーソンは判事は専門分野のスペシャリストであるべきだが、政策に身を据えるべきではないと考えた。1803年の「マーベリー対マディソン事件」に関する最高裁判所判決が民主主義に対する侵犯であると非難したが、それを覆すための憲法修正を提案する連邦議会を十分に支持しなかった。違憲審査制の原理には反対を続け、次のように記した。

### 政府を縛り個人の権利を保持するための反逆について
独立戦争後、ジェファーソンは、個人の自由を守る為に必要なときは反逆や暴力で政府を拘束することを提唱した。1787年1月30日付けのジェームズ・マディソンに宛てた手紙で、「ここかしこの小さな反乱は良い事であり、物理的な嵐と同じくらい政治の世界では必要である。...それは政府の健康のために必要な薬である。」と書いた。同様にアビゲイル・アダムズに宛てた1787年2月22日付けの手紙では、「政府に対する抵抗の精神はある状況下では大変貴重なので、私は常にそれを活動的にしておきたいと願う。それは間違ったときに行使されることも多いが、全くやらないよりも良いくらいである。」と記した。シェイズの反乱について流血沙汰があったと聞いた後で、ジョン・アダムズの義理の息子であるウィリアム・S・スミスに宛てた1787年11月13日付けの手紙では、「1世紀か2世紀の間に何人かの命が失われることが重要であることか、自由の木は愛国者と暴政者の血で時から時を経て新しくされていかなければならない。それが自然の肥料である。」と書いた。1787年にウィリアム・S・スミスに宛てた別の手紙では、「そしてどの国が、為政者が時から時を経て警告されなければ、人々が抵抗の精神を保つその自由を守ることができるだろうか？ 彼らに武器を取らせよ。」と記した。

### 自己評価
1789年3月13日付けフランシス・ホプキンソン宛ての手紙では「私は政治や宗教で所有することを恐れるような意見を一度も持ったことは無い。このことに関してけちな留保はある人々から多くの評価を得たかもしれないが、自分にとっては評価できない。」と記した。

### 婦人の参政権
ジェファーソンは婦人の参政権について提唱する者ではなかった。著作家のリチャード・モリスは「アビゲイル・アダムズを例外として、ジェファーソンは知的な女性を嫌悪した。パリのサロンで女性たちの政治的なお喋りに悩まされ、家に宛てて『我々の良き婦人は...政治的な議論から苛立って帰ってくる夫の心を宥め落ち着かせることに心を配っている。』という期待を表明した。」と記した。ジェファーソンは大統領である間に、「女性を役職に就かせることは大衆が準備できていないような革新である。私も準備できていない。」と書いていた。

## 宗教観
トーマス・ジェファーソンの宗教観は当時の正統的キリスト教から離れ、広く多様化していた。その生涯を通じて神学、聖書研究および道徳に深く興味を抱いた。最も密接に結びついたのが聖公会、理神論の宗教哲学およびユニテリアン主義だった。「大胆にも神の存在を問題にした。なぜなら神がいるのならば、盲目に抱かれる恐れの尊敬よりも理性の尊敬をもっと認めなければならないからである」と言ったと報告されている。

## 対インディアン政策
「ルイス・クラーク探検隊」を組織し、西方のインディアン部族の文化・言語や風俗を集めてもいる。ジェファーソンはインディアンを「高貴な野蛮人」と呼び、白人とは異なった彼らの文化に対して畏敬の念を隠さなかった。
一方でジェファーソンは、大統領としてインディアンの強制移住政策を公式に立案した最初の人物だった。
「インディアン民族の強制移住」という民族浄化は、アンドリュー・ジャクソンが始めたと誤認される向きが多いが、これはジャクソンが大統領就任中の1830年に連邦議会が「インディアン移住法」を成立させたからであり、またジャクソン自身が軍人として、また大統領として数多くのミシシッピ以東のインディアン民族に対する絶滅作戦に自ら関わったからだった。しかしジャクソンは単に、ジェファーソンが1803年に始まる一連の私文書の中で立てた計画を法制化し実行しただけである（例えばウィリアム・ヘンリー・ハリソンに当てた下記の手紙を参照）。
ジェファーソンが合衆国の植民地領土を拡大するために、始めて「インディアンの強制移住」を政策立案したのは1776年から1779年の間のことであり、これはチェロキー族やショーニー族といった連合国家を、その先祖伝来の土地からミシシッピ川以西へと強制的に追い出すというものである。
ジェファーソンのインディアン絶滅政策の手始めは、ジョージア州でのチェロキー族国家をどう排除するかということで、これはもしジョージア州が西方に「発見」した「新しい土地」の公式な権利を手放すようなことになれば、米軍はジョージア州を全力で援助し、ジョージアからチェロキー族を強制的に追放するというものだった。当時チェロキー族は、アメリカ合衆国政府と彼らの領土権の保障条約を締結しており、ジェファーソンはジョージア州と結託してこれを犯したのである。

### インディアンに対する同化政策
合衆国とインディアンとの国家間条約の第一号は1778年に、デラウェア族が合衆国独立に味方したとして、デラウェラ族を中心としたインディアン国家の組織を連邦認定するというものだった。ジェファーソンはインディアンとの連邦条約を積極的に行い、条約と込みになった保留地制度を推し進めた。「保留地」（Reservation）とは、将来すべての土地が合衆国のものとなるまで、内務省がインディアンのために「特別に取っておいた（Reserve）土地」のことで、インディアン部族に領土を与えることで、西方の白人のいない土地に移住させてしまうというものである。彼らが領土としている土地は白人入植者にとっては魅力的な肥沃な地であることが多く、植民地拡大のためにはインディアンたちにそこを立ち退かせ、「年金（食糧）と引き換えに遠方の保留地に定住させる」というこの計画は理想的解決法と見られた。
ジェファーソンの計画は、すべてのインディアンと条約を結び、「国家」として保留地に定住させ、その独自の文化、宗教および生活習慣を捨てさせて、合衆国が監督する「部族政府」を設立させ、白人文化、キリスト教、および定住農耕生活を強制するという同化政策だった。この計画が完了するには、「1000年はかかるだろう」とジェファーソンは予測した。しかし現実にはインディアンとの条約締結は1868年で終了した。拡大する白人の入植は、ジェファーソンの予想よりもはるかに早くすさまじいものだった。
ジェファーソンの予測では、狩猟採集生活を送るインディアン達を農耕民として白人と同化させれば、彼らは白人との交易に経済的に依存するようになり、広大な領土は必要なくなり、商品との交易あるいは未払いの負債を返すために土地を手放すようになるだろうというものだった。
1803年、ジェファーソンはウィリアム・ヘンリー・ハリソンに宛てた手紙に次のように書き記している。

### 強制移住とインディアン絶滅政策
ジェファーソンはインディアンたちが同化政策に抵抗したならば、彼らをその領土から強制退去させ、白人のいない西部に強制定住させるべきだと考えていた。ジェファーソンを始め、白人たちはインディアンの部族国家での酋長を独任制の首長と誤解し、彼らと条約を結べば全部族民がこれに従うものと捉えて、和平委員会を酋長たちと面会させ、数々の条約に署名させた。この「署名」とは、文字を持たないインディアンに「×印」を書かせる、というものであった。
インディアンの社会は基本的に合議制であり、「部族長」や「首長」は存在しない。白人たちが「指導者」だと思っている酋長は、単に部族の中の「調停者」、「世話役」あるいは「奉仕者」に過ぎず、彼らに部族民を「率いる」ような権限はなかった。
だが白人たちは酋長たちの署名をすべての条約の承認と捉え、これに基づいて強制移住その他インディアン政策を推し進めた。部族の合議を経ていない力づくの「和平」は、部族を反発させるだけだった。「すべてのものを共有する」インディアン文化において、土地は誰のものでもなかった。「酋長が紙に×印を書いたから見たこともない遠くの土地へ引っ越せ」と強要されて、黙っているインディアン部族などなかった。白人の誤解は血みどろの「インディアン戦争」を生み、合衆国による民族浄化を激化させていった。
1807年、ジェファーソンは彼は陸軍長官のヘンリー・ディアボーン将軍（インディアン問題のトップ閣僚）にこう指示している。
1812年、ジェファーソンは次の声明を出した。
1813年、ジェファーソンはアレクサンダー・フォン・フンボルトに宛てて次の手紙を送った。
ジェファーソンの執拗なインディアン絶滅政策について、優生学思想と関連付ける研究者も多い。歴史家のデビッド・スタンナードは、その著書でこう述べている。

## 奴隷制について
ジェファーソンは明言を伴う奴隷制廃止論者だったが、彼はその生涯で多くの黒人奴隷を所有していた。この事実は不可解に見えるが、伝記作者達はジェファーソンが大きな負債を抱えており、奴隷を手形や担保にしたことで重荷になっていたと指摘している。彼は自分が負債から解放されるまで奴隷を解放できず、その負債はなくならなかった。その結果、ジェファーソンは良心の呵責や試練を味わっていたように見える。その葛藤はモンティチェロなどで彼やその家族と最も密接に働いていた奴隷達の待遇にも現れた。ジェファーソンは奴隷達を鍛えさせ、高い質の技術を教えさせた。奴隷制について「我々は苦境に陥っている。奴隷を持ち続けることも安全に去らせることもできない。正義は一つの尺度にあり、自衛本能は別の尺度にある」と記した。
ジャファーソンはその公職に就いていた長い期間に、何度も奴隷制を廃止するか、奴隷制の進展を制限しようとした。ジェイムズ・リーメンのような自由州の推奨者を後援し、奨励した。伝記作者に拠れば、ジェファーソンは「奴隷を全て解放するのが国家と社会の責任であると考えた。」1769年、ジェファーソンはバージニア植民地議会の議員として、議会にバージニアの奴隷を解放するよう提案したが成功しなかった。アメリカ独立宣言の初稿では、イギリス王室が植民地に奴隷を輸入することを援助していることを非難し、王室が「人間性そのものに対して残酷な戦争をしている、彼に対して攻撃したことも無かった遠方の人々の生命と自由の神聖な権利の大半を侵害し、彼らを捕まえ異なる半球に連れて行って奴隷にした」と告発した。しかし、この文章はサウスカロライナとジョージアからの代議員の要請で独立宣言から除外された。
1778年、バージニア邦議会はジェファーソンが提出したバージニアにこれ以上奴隷を輸入することを禁じる法案を通した。ただし、これは奴隷の完全な解放には繋がらず、ジェファーソンの言では、「輸入による悪徳が増えるのを止め、最終的な解放については将来の成り行きに任せた」となった。1784年、北西部条例となったものをジェファーソンが起草し、これでは北西部領土からアメリカ合衆国に加入を認められる新しい州においては、「奴隷制も自発的でない徒弟奉公もあってはならない」と規定した。1807年、ジェファーソンは大統領として、奴隷貿易を廃止する法案に署名した。
ジェファーソンは1784年の『バージニア覚書』の中でも奴隷制を次のように攻撃した。
やはり『バージニア覚書』の中で、「体と心の双方における天分で」黒人は白人に劣っているという疑念を進めた。しかし、黒人はいかなる国でも自由に生きる権利が有るはずであり、そこでは人々が彼らをその性格で判断し労働のための道具であるとは見なさない、とも書いていた。また、「これらの人々が自由であるべきという運命以外何ものも確かなことはこの本に書かれていない。（しかし）2つの人種は...同じ政府の下では暮らせない。性格、習慣、意見は彼らの間に消せないはっきりとした線を引いている。」とも書いた。歴史家のスティーヴン・アンブローズに拠れば、「ジェファーソンは、全ての奴隷所有者およびアメリカ社会の他の多くの白人と同様、黒人を劣っており子供のような存在であり、信頼できないも者、かつもちろん資産として見なしていた。政治の天才であるジェファーソンはアフリカ系アメリカ人が自由人として社会で生活する道を見出せなかった。」それと同時に奴隷達にジェファーソンの子供達の世話、彼の食事の準備と上流階級の客達への歓待を託していた。明らかに幾らかの者は信頼に値すると考えていた。長い間考えた結論としてジェファーソンは、奴隷達を解放し、アフリカの植民地に平和的に送り返すべきと考えた。そうしなければ、戦争になることを恐れ、彼自身の言葉で、「人間性は抱かれた見込みを恐れて震えなければならない。我々はスペインがムーア人を追放しあるいは消去したことに一つの例を見ても無駄である。この先例は我々の状況とは遥かに違うものである。」としていた。
1809年2月25日、ジェファーソンはそれまでの見解を覆し、グレゴワール神父に宛てて次のように書いた。
1814年8月、エドワード・コールズとジェファーソンはコールズの奴隷解放の概念について書簡を交わした。「貴方の一人だけだが歓迎の声はこれを私の耳に伝えた最初のものであり、私はこの問題に通暁の一般的な沈黙をあらゆる期待には不都合な冷淡さを示すものとして受け取った。」
1817年、ポーランド人の将軍でアメリカ独立戦争でアメリカに協力したタデウシュ・コシチュシュコが死ぬとき、ジェファーソンはその遺言執行人に指名された。コシチュシュコはその遺産を売って得られる利益をジェファーソンが奴隷達を解放するために使われることを求めた。ジェファーソンは当時75歳であり、その奴隷達を解放せず、あまりに年を取りすぎて遺言執行人の義務を果たせないと言った。しかし彼は当時バージニア大学の創設のために精力的に動いていた。歴史家の中にはジェファーソンが奴隷を解放することについて不安を持っていたと推量するものがいる。
1819年以降土地価格が下落したことでジェファーソンはさらなる負債を抱え込んだ。最終的にその奴隷達の中から最も信頼していた5人（2人はその混血の息子とされる者達）を解放し、議会には彼らがバージニア州内に留まれるよう請願した。ジェファーソンの死後、その家族はその高額な負債を支払うために荘園の芝生の上で残っていた奴隷達を競売にかけて売却した。

## 記念
ジェファーソンに因んで名付けられた場所も参照。（英文）
ジェファーソンは、建物、彫刻および通貨など多くの方法で記念されてきた。
- ジェファーソンの生誕200年記念日である1943年4月13日にはワシントンD.C.でジェファーソン記念館が除幕された。この記念館の内部には高さ19フィート (5.8 m) のジェファーソンの彫像と彼の著作から文章を引いた銅板が収められている。最も著名なものは記念館天井近くに彫られた「私は神の祭壇に掛けて、人の心に及ぼすあらゆる形の専制に対する敵意を誓う。」という言葉である[99]。
- 当初の墓石、現在の慰霊碑はミズーリ大学キャンパスの中庭にある。
- ジェファーソンは、ジョージ・ワシントン、セオドア・ルーズベルトおよびエイブラハム・リンカーンと共にラシュモア山の岩に彫られる者として彫刻家のガットスン・ボーグラムの手によって選ばれ、カルビン・クーリッジ大統領が承認した[100]。
- ジェファーソンの肖像はアメリカ合衆国の2ドル紙幣、5セント硬貨および100ドル貯蓄債券シリーズEEに使われている。
- 最近ジェファーソンを記念したものには、アメリカ海洋大気庁の観測船トーマス・ジェファーソンが2003年7月8日にバージニア州ノーフォークで進水したことが挙げられる。これはアメリカ海洋大気庁の国立海洋局の前身である海岸探査局をジェファーソンが設立したことを記念するものである。
- 2005年にはシカゴのミルウォーキー・アベニュー沿いジェファーソン公園交通センター玄関に青銅製記念碑が置かれた。

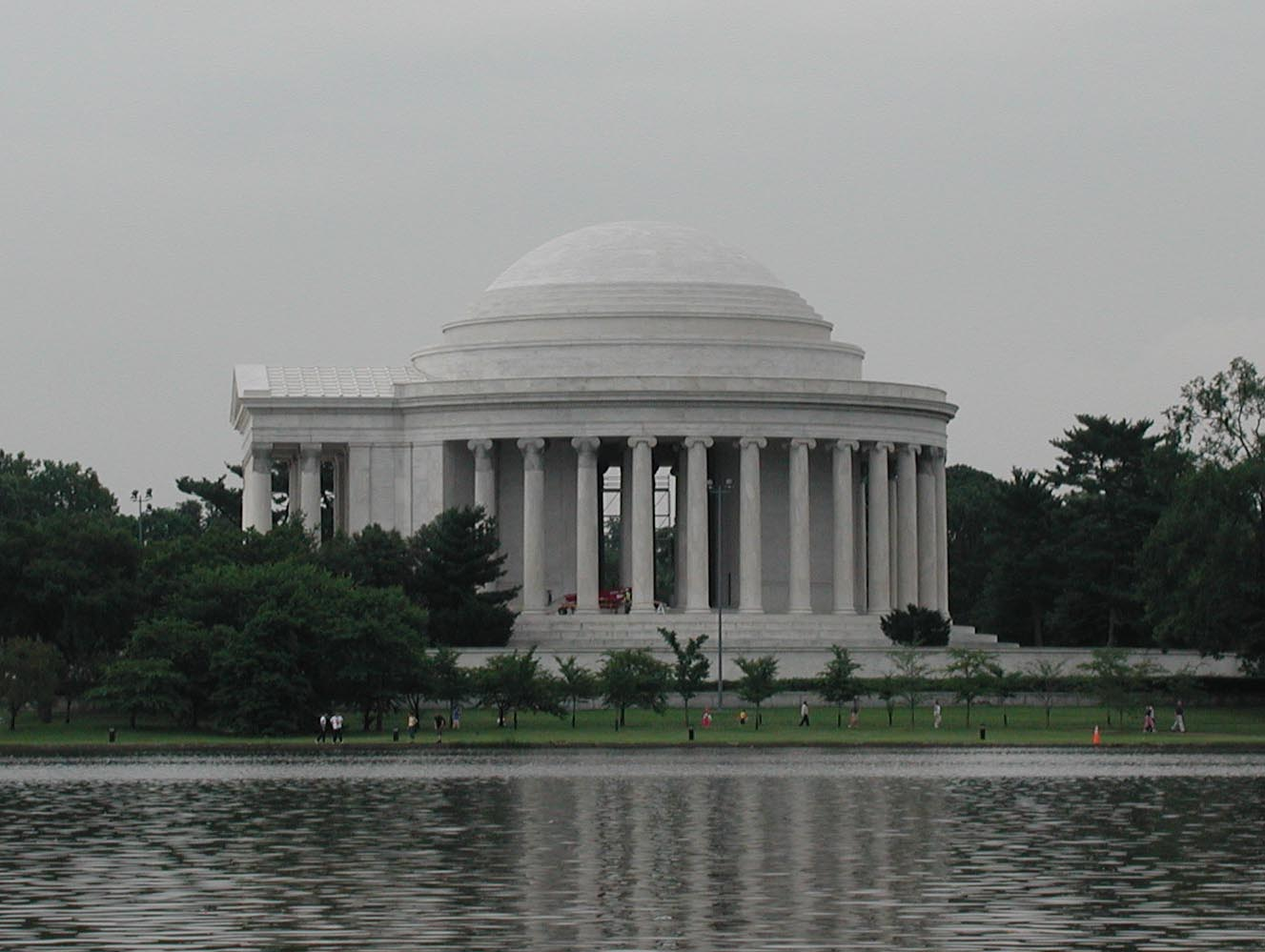
ジェファーソン記念館、ワシントンD.C.
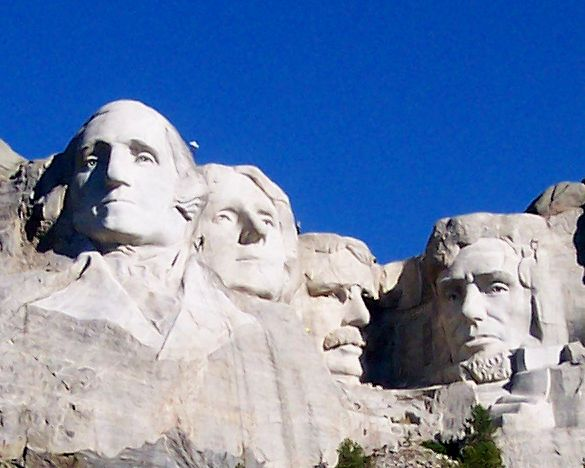
ラシュモア山のジェファーソン
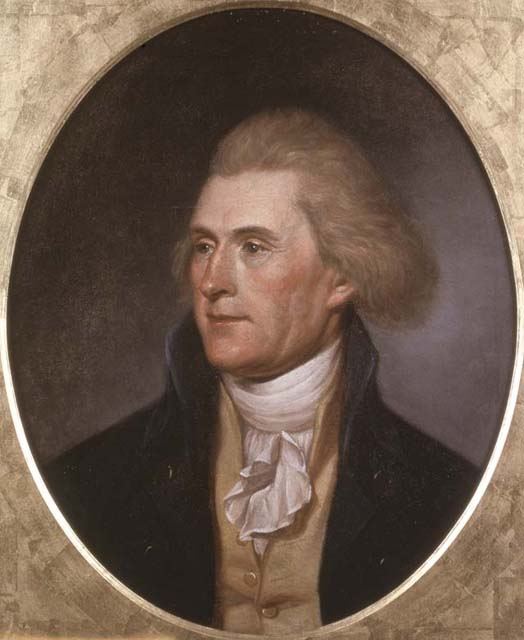
1791年のジェファーソン
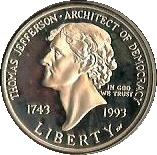
1993年記念銀貨のジェファーソン

### 切手の中のジェファーソン

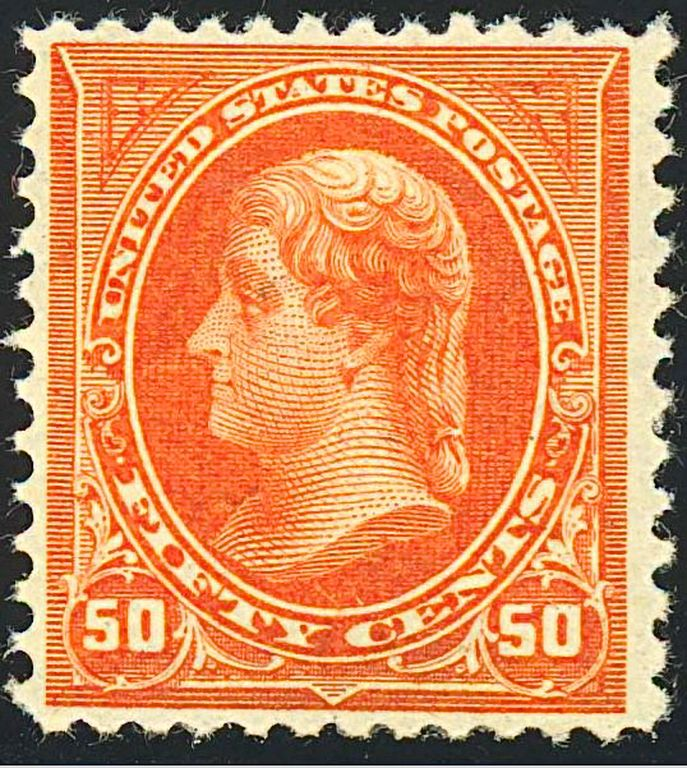
1895年50セント

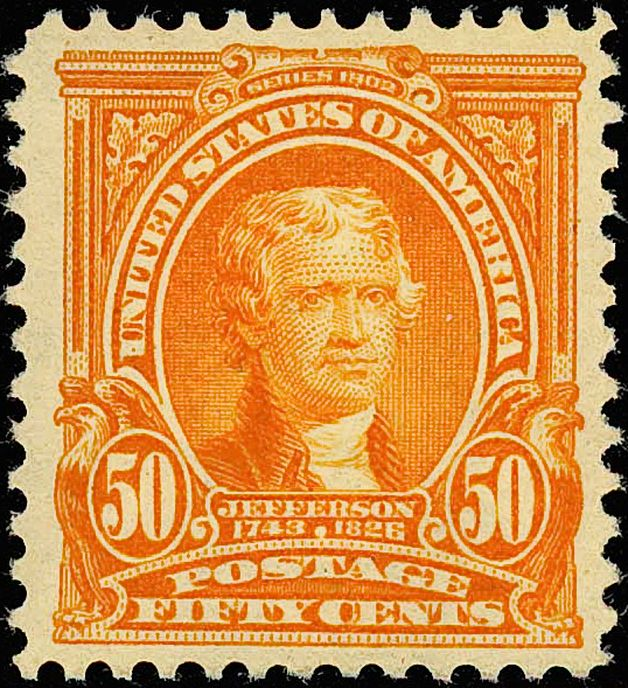
1903年50セント

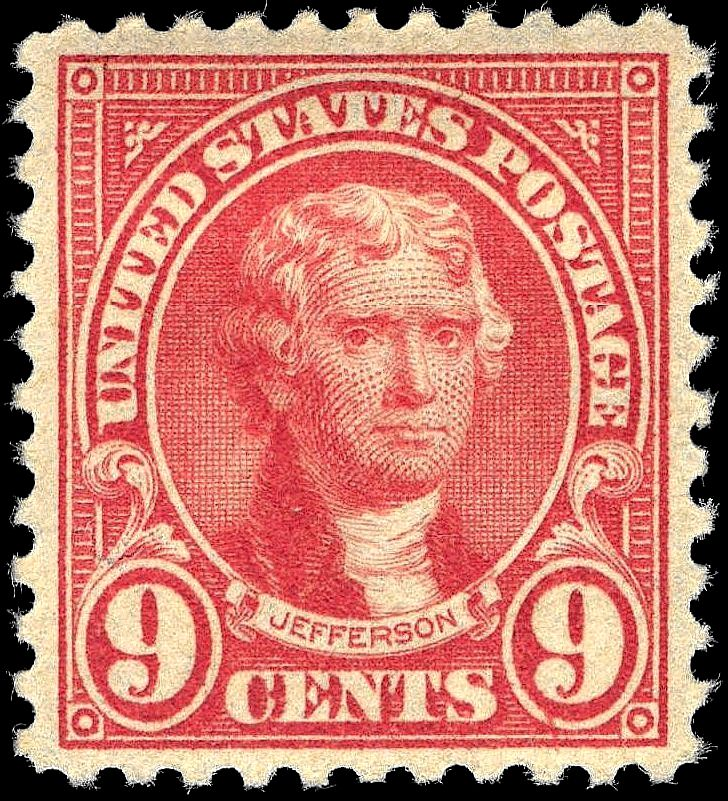
1923年9セント

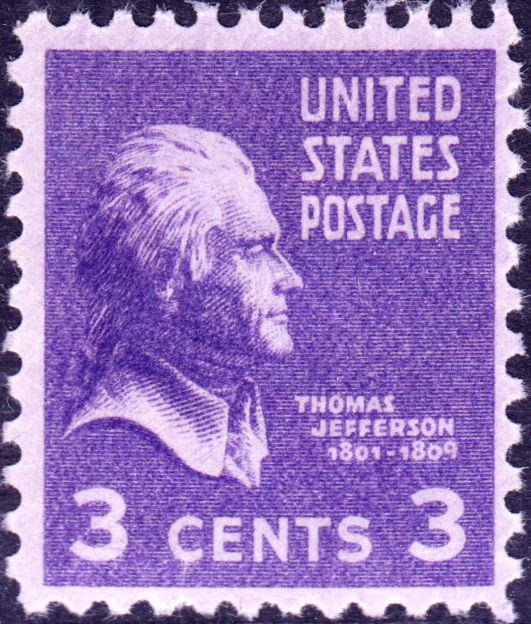
1938年3セント

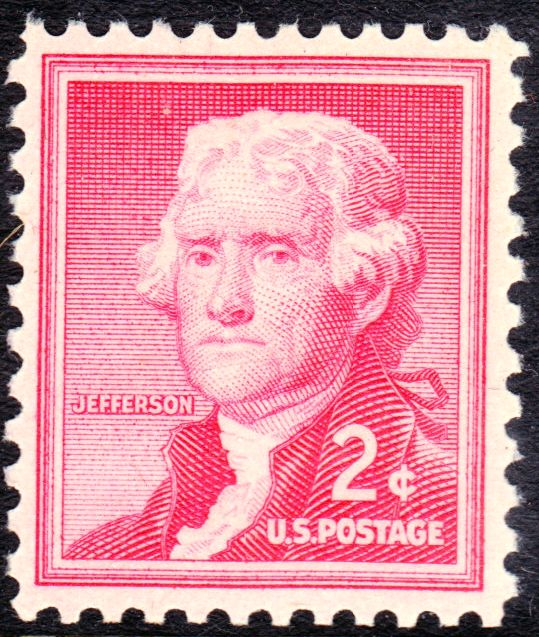
1954年2セント

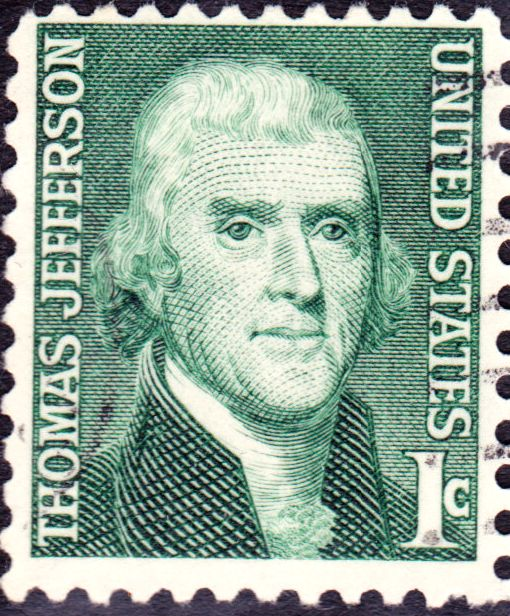
1968年1セント

トーマス・ジェファーソンの肖像を使った切手は1856年のものが最初だった。これは郵便局がワシントンとフランクリンの肖像を使って最初の2種の切手を出した9年後だった。ジェファーソンはワシントンと同じくらい人気があり有名ではあるがほんの幾つかの切手に使われているだけであり、ワシントンやフランクリンとは異なり、記念切手は1904年発行のもの1種だけである（本記事冒頭の切手）。他の切手は通常切手にのみ使われているが、唯一1903年発行の50セント切手だけは上記記念切手と同じ位見ごたえのあるものとなった。

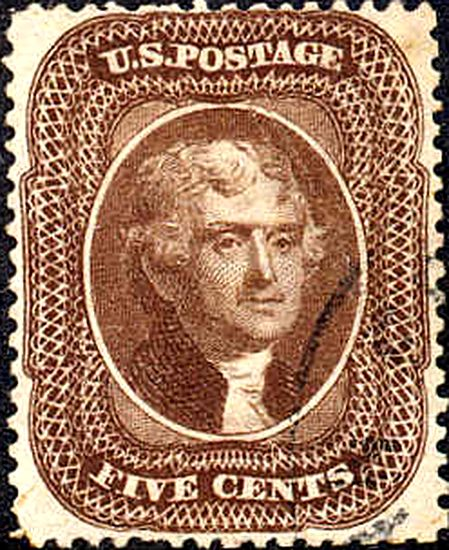
1856年5セント

|  |  |  |

|  |  |  |  |

## 結婚と家庭
1772年ジェファーソンは29歳で23歳の未亡人マーサ・ウェイルズ・スケルトンと結婚した。夫妻にはマーサ・ワシントン・ジェファーソン（1772年-1836年）、ジェーン・ランドルフ（1774年-1775年）、私生児で名前をつけなかった息子（1777年）、メアリー・ジェファーソン・エプス（1778年-1804年）、ルーシー・エリザベス（1780年-1781年）およびもう一人のルーシー・エリザベス（1782年-1785年）と6人の子供が生まれたが、4人は夭折した。妻のマーサは6人目を産んだ後の1782年9月6日に死んだ。ジェファーソンは妻の懇願により終生再婚しなかった。
妻マーサが早逝したため、ファーストレディの役割は長女のマーサ・ワシントンが務めた。

### 奴隷のサリー・ヘミングスによるとされる子供達
ジェファーソンはその奴隷の一人サリー・ヘミングスと長い間親密な関係にあったとされている。サリーは4分の1だけ黒人の血を引いており、先妻とは異母姉妹だったと考えられている。ジェファーソンが大統領在任中に、ジャーナリスト達がジェファーソンは妻の死後にヘミングスとの間に数人の子供をもうけたと主張した。20世紀の末に行われたDNA型鑑定では、ジェファーソンの血筋につながる1人の男性、おそらくはジェファーソンその人が、サリー・ヘミングスの子供達の少なくとも一人の父親だったことを示した。
1998年のDNA型鑑定は、サリーの息子エストン・ヘミングスとジェファーソンの男系との間にDNAの繋がりがあると結論付けた。ジェファーソンの子孫達数人からヘミングスの子供達の父親であると主張されたジェファーソンの甥であるカー兄弟は、エストンの父ではないということが分かった。同時にジェファーソンの男系とトマス・ジェファーソンの祖父の子孫であるトマス・ウッドソンの子孫との間にも繋がりが無いことが示された。この研究では、比較のために試験できる（ジェファーソンの正統の子孫から）直系の男性子孫がいなかったので、トーマス・ジェファーソン自身が先祖であるとは証明できなかったが、ジェファーソンのY染色体は比較的珍しい型であるハプログループTに属していることが明らかとなった。
このDNA型鑑定結果の出版に続いて、2000年と2001年に3つの研究成果が報告された。2000年にはモンティチェロを運営しているトマス・ジェファーソン財団が、博士達と1人の（医学博士からなる9人の学際的組織内研究委員会を指名して、ヘミングスの子供達の父親に関する研究をおこなった。この委員会は「トマス・ジェファーソン以外のジェファーソン家の者が[ヘミングスの6人の]子供達の父親である可能性は大変少ない」という結論を出した。
2001年トーマス・ジェファーソン遺産協会 (TJHS) が独立した13人の学者から成る委員会にある研究を依頼した。この委員会はジェファーソンの父性の問題は説得力ある結論には成らないとした。2001年4月12日には報告書を提出した。この学者委員会の大半の結論は「ジェファーソンとヘミングスの関係は決して証明できない」というものだった。学者の多くはもっともありそうな仮説としてジェファーソンの弟であるランドルフがヘミングスの末っ子であるエストンの父であるというものだった。ランドルフがヘミングスの子供の父の候補者であるという仮説はこのときに初めて示唆された。
2001年後半、『全米系統学学会季刊誌』に系統学的視点から資料を照査した記事が掲載された。この記事の作者はトーマス・ジェファーソンとサリー・ヘミングスとの間を結びつけるデータは信憑性があり、その証拠の重要さと一貫していると結論付けた。トーマス・ジェファーソン遺産協会の報告書は、方法に問題があり、データに対する偏見があり、証拠の重要度を無視していると批判した。

#### 論争の背景
サリー・ヘミングスが生んだ子供達のうち4人が成人した。ビバリー、ハリエット、マディソンおよびエストンの4人である。ジェファーソンはそのうちの2人については、彼等がほぼ21歳に達したときに解放した。ジェファーソンの娘は、ジェファーソンの死後にサリー・ヘミングスに「自由時間」を与えた。これは当時の比較的よくあった習慣として年長の奴隷に好きなように時間を過ごさせるものだったが、解放するという意味ではなかった。ヘミングスは法的に奴隷のままで死んだ。
19世紀初期に、ジェファーソンがヘミングスとの間に子供達をもうけたという憶測が始まった。ジェファーソンは妻が死んだ時にまだ39歳であり、妻には再婚しないと約束していた。当時白人の奴隷所有者が奴隷の女性と性的関係を持つのはよくある話だった。例えばジェファーソンの義父ジョン・ウェイルズは寡夫になってからエリザベス・ヘミングスと長い関係が続き、6人の子供をもうけた。その末っ子がサリー・ヘミングスだった。特権階級の白人男性はそのような関係を否定または隠蔽したが、混血の子供達の存在がその事実を証明しており、南部奴隷所有者の妻で著名なメアリー・チェスナットはその『メアリー・チェスナットの日記』で、またファニー・ケンブルは『ジョージア・プランテーションでのある住宅の日記』でそのような実態を報告した。
ジェファーソンがヘミングスとの間に子供達をもうけたという主張は、問題の多いジャーナリスト、ジェイムズ・T・キャレンダーがバージニア州の新聞である「リッチモンド・リコーダー」1802年9月1日の版に記事を掲載する数年前から地元のゴシップの種になっていた。その記事では「（ジェファーソンが）奴隷の一人を愛人としており、これまでも長年そうだった。彼女の名前はサリーである」と記されていた。1800年にジェファーソンが大統領に当選した後、キャレンダーは自分を郵便局長にしてくれなければ、この記事を掲載するとジェファーソンを脅していた。新聞は他の証言も掲載しており、この話題は政治風刺漫画にもなった。ジェファーソンはこの問題について何も公言することは無かったが、その私文書ではヘミングスとの肉体的関係を否定していたと言われている。
ジェファーソンは1814年に黒人と白人の結婚について、「白人と黒人の血の結合は、この国を愛する者も、人間性の素晴らしさを愛する者も何食わぬ顔では同意できない劣化を生むものである」と記した。歴史家の中にはジェファーソンがその書いたものと矛盾するような行動をするはずが無いと主張する者がいる。20世紀の重要なジェファーソン伝記作者デュマ・マローンはジェファーソンがヘミングスとの間に子供達をもうけたという主張は信じられないものとして、ジェファーソンの述べている原則とは相容れないものであると主張した。しかし、その証拠や歴史的に行き渡っている意見はマローンの評価には対立している。
ヘミングスの子供達はジェファーソンがフランスから戻った後で生まれた。歴史家デュマ・マローンが別の目的で作成したジェファーソンの年譜は、子供達のそれぞれが出産されたときにジェファーソンがモンティチェロの居宅に居たことを示している。ただし、このころは政務のために長期間家を空けることが多かった。ヘミングスの子供達は特別の機会を与えられた。彼等の血は8分の7が白人であり、ジェファーソンの孫トーマス・ジェファーソン・ランドルフは全ての子供がジェファーソンに似ており、特に男の子の一人は「正にそっくりだった」と述べた。
サリー・ヘミングスの子供達は次のとおりだった。
- ハリエット・ヘミングス（1人目）1795年10月5日 - 1797年12月7日
- ビバリー・ヘミングス、（恐らくウィリアム・ビバリー・ヘミングスにちなんだ）1798年4月1日 - 1873年以降
- 名付けられなかった娘、（恐らくヘミングスの姉妹テニアにちなんでテニアと名付けられた）1799年生まれ、新生児で死亡
- ハリエット・ヘミングス（2人目）1801年5月22日 - 1863年以降
- マディソン・ヘミングス、（恐らくジェイムズ・マディソン・ヘミングスにちなんだ）1805年1月19日 - 1877年
- エストン・ヘミングス、（恐らくトマス・エストン・ヘミングスにちなんだ）1808年5月21日 - 1856年

歴史家のアネット・ゴードン＝リードは「サリー・ヘミングスの子供達のうち一人を除く全てがジェファーソンおよびランドルフの家系につながる者の名前を与えられ、そのことはトーマス・ジェファーソンにつながっている。ランドルフ家の名前ではない子供は、ジェファーソンの親友の一人ジェームズ・マディソンにちなんでいる。」と記した。マディソンとエストンは大工として訓練され、腕の高い叔父のジョン・ヘミングスの所で徒弟奉公した。男の子3人は全てヴァイオリンを弾くことを覚えた。ビバリーはモンティチェロの舞踏会で演奏を求められるほどになった。成人したエストンは音楽家として生きていけるだけのものを稼げるほど上達した。ジェファーソンはヴァイオリンを好んだ。ハリエットは機織りを教わったが、奴隷の子の大半が働き始める年齢よりも遅い14歳で働き始めた。
1822年、ビバリーとハリエットはそれぞれモンティチェロ出身の成人として「逃亡」した。ジェファーソンは彼らの後を追わせようとはせず、見付けようともしなかった。民生委員がハリエットの旅行費用を提供した。ハリエットはジェファーソンが法的に解放した唯一の女奴隷だった。ヘミングス家はモンティチェロを離れ法的あるいは「事実上」自由人として生きた唯一の家族だった。
ジェファーソンはその遺志でマディソンとエストンを解放し、議会には彼等が州内に留まることを許すよう請願もした。サリー・ヘミングスは「自由時間」を与えられた後でモンティチェロを去ることを許された。彼女はシャーロッツビルで死ぬまでの数年間、息子のマディソンやエストンとは離れて暮らした。しかし、子供達のうちの2人と同様に奴隷という法的な身分は変わらなかった。法によってジェファーソンは自立できる奴隷のみを解放することができた。1830年の国勢調査では調査員がヘミングス家のうちの3人を白人に分類した。
ビバリーとハリエットは弟のマディソンに拠れば、「良家の」白人の相手と結婚し、白人社会に入ったと言われる。マディソンは1873年にS・F・ウェットモアによるインタビューを元に出版した回想記『パイク郡の共和主義者』でその他のことと共にこのことを回想した。マディソンは彼とその兄弟がトーマス・ジェファーソンの子供であり、ジェファーソンは母のサリー・ヘミングスに子供達が大きくなったら解放することに合意したと述べた。ヘミングスの回想記の批判者はその不正確さを指摘したが、「ヘミングスのコメントの圧倒的多数は外部資料で証明されることを認めた」。
マディソンとエストンは混血の女性と結婚した。母の死後、家族と共にバージニアを離れ、オハイオ州チリコシーに移転した。そこには大きな解放黒人の社会があり、多くの白人の間にも奴隷制廃止にむけた強い感情があった。ウェットモアの記事が掲載される何年も前に兄弟のトーマス・ジェファーソンとの関係に関する地元での談話があり、1902年の記事に掲載された。
数年後の1852年、エストンは家族と共にウィスコンシン州に移り、そこで姓をジェファーソンに変えた。同時に彼と家族は白人社会に入った。エストンの長男ジョン・ウェイルズ・ジェファーソンは南北戦争では白人士官として従軍し大佐の位まで進んだ。
対照的にマディソン・ヘミングスとその子孫の大半は自分たちをアフリカ系アメリカ人と認めた。息子の一人は南北戦争のときに有色人連隊に入り、アンダーソンビル捕虜キャンプで死んだ。20世紀に入ってマディソンの孫の一人フレデリック・マディソン・ロバーツはカリフォルニア州議会で初のアフリカ系アメリカ人議員となり、西海岸の州では初の公職に就いた黒人となった。

## 著作
- パリからフランス南部とイタリア北部に旅したときのメモ (Memorandums taken on a journey from Paris into the southern parts of France and Northern Italy, in the year 1787) （1787年）
- イギリス領アメリカの権利に関する要約 (A Summary View of the Rights of British America) （1774年）
- 自叙伝（1821年）
- 武器を取って立ち上がることの大義と必要性の宣言 (Declaration of the Causes and Necessity of Taking Up Arms) （1775年）
- バージニア覚書 (Notes on the State of Virginia) （1781年）『ヴァジニア覚え書』中屋健一訳 (岩波文庫) 1972
- ジェファーソン聖書、ナザレのイエスの生涯と道徳 (Jefferson Bible) （英文）
- アメリカ合衆国上院で使われるための議会運営マニュアル (Jefferson's Manual) （1801年）
- 『トマス・ジェファソンと議会法』後藤光男,北原仁 監訳, 森下史郎, 平岡章夫, 村山貴子, 秋葉丈志共訳. 成文堂, 2008.3
- 1フォンテヌブロー、一七八五年一〇月二八日　ジェイムズ・マディソンあて書簡

2パリ、一七八九年九月六日　ジェイムズ・マディソンあて書簡（書簡2） 
3ニューヨーク、一七九〇年二月四日　ジェイムズ・マディソンからジェファーソンあて書簡（書簡3
4モンティセロ、一八一三年八月一三日　アイザック・マクファーソンあて書簡（書簡4)
5モンティセロ、一八二四年六月五日　ジョン・カートライト少佐あて書簡（書簡5）
『大地の用益権は生きている人々に属する』森村進訳、2006　『リバタリアンはこう考える』森村進訳、信山社、2013